# Britney Spears
Britney Jean Spears (sinh ngày 2 tháng 12 năm 1981) là một nữ ca sĩ, nhạc sĩ, vũ công và diễn viên người Mỹ được mệnh danh là "công chúa nhạc pop". Cô chính là người đã hồi sinh dòng nhạc teen pop trong giai đoạn cuối thập niên 1990 và đầu những năm 2000. Spears đã tẩu tán 150 triệu bản thuần trên toàn thế giới, trở thành một trong những ca sĩ bán chạy nhất thế giới. Cô đã gặt hái vô số giải thưởng và danh hiệu, trong đó bao gồm một giải Grammy, 15 kỷ lục Guinness thế giới, sáu giải MTV Video Music Awards, bảy giải Billboard Music Awards (gồm giải Thiên niên kỷ), giải thưởng biểu tượng đài Radio Disney, và một ngôi sao tuyên dương tại đại lộ danh vọng Hollywood. Những video ca nhạc được dàn dựng công phu đã giúp cô giành được giải thưởng Michael Jackson Video Vanguard Award.
Sau khi góp mặt trong loạt buổi trình diễn của các bộ phim truyền hình, Spears ký hợp đồng với hãng thu âm Jive Records năm 1997 ở độ tuổi mười lăm. Hai album đầu tay của cô lần lượt là ...Baby One More Time (1999) và Oops!... I Did It Again (2000) đã trở thành album bán chạy nhất mọi thời đại, giúp cô trở thành nghệ sĩ thiếu niên bán chạy nhất mọi thời đại. Nhờ vào doanh số tuần đầu đạt hơn 1,3 triệu bản thuần, Oops!... I Did It Again nắm  kỷ lục album bán chạy nhanh nhất của một nghệ sĩ nữ tại Hoa Kỳ trong vòng mười lăm năm liền. Spears đổi mới phong cách sang hình tượng trưởng thành và gợi dục hơn trong các album Britney (2001) và In the Zone (2003), và góp mặt trong bộ phim năm 2002 Crossroads. Cô cũng là nhà sản xuất điều hành cho album phòng thu thứ năm của mình Blackout (2007), tác phẩm tái xuất được cho là hay nhất của cô. Sau một loạt tin đồn về đời tư cá nhân được lan truyền chóng mặt, việc quảng bá cho album bị hạn chế và Spears bị đưa vào quyền bảo hộ.
Spears tiếp tục cho ra mắt hai album đã đạt ngôi đầu bảng, Circus (2008) và Femme Fatale (2011). Đây là hai kỷ nguyên thành công nhất của cô trên bảng xếp hạng Hoa Kỳ. Với "3" (2009) và "Hold It Against Me" (2011), Spears cùng với Mariah Carey trở thành nghệ sĩ có hai bài hát trở lên ra mắt vị trí quán quân trong lịch sử của bảng xếp hạng Billboard Hot 100. Sau đó, Spears tổ chức chuyến lưu diễn định cư Britney: Piece of Me kéo dài bốn năm tại Planet Hollywood Resort & Casino ở Las Vegas để quảng bá hai album tiếp theo Britney Jean (2013), Glory (2016). Năm 2019, cuộc đấu tranh chống lại quyền bảo hộ của Spears ngày càng gay gắt, dẫn đến phong trào vận động #FreeBritney. Quyền bảo hộ cuối cùng cũng chấm dứt vào năm 2021 sau lời khai của Spears, trong đó cô cáo buộc bị đội ngũ quản lý và gia đình của mình lạm dụng.
Tại Hoa Kỳ, Spears là nữ nghệ sĩ có album bán chạy thứ tư trong kỷ nguyên Nielsen SoundScan, đồng thời là nữ nghệ sĩ có album bán chạy nhất những năm 2000. Cô được tạp chí Billboard xếp nghệ sĩ lớn thứ tám thập niên 2000. Nữ ca sĩ đã tích lũy được sáu album quán quân trên Billboard 200 và năm đĩa đơn quán quân tại Billboard Hot 100: "...Baby One More Time", "Womanizer", "3", "Hold It Against Me", và "S&M" (remix với Rihanna). Các bản hit toàn thế giới khác có thể kể đến bao gồm "Oops!... I Did It Again", "I'm a Slave 4 U", và "Toxic". "...Baby One More Time" được mệnh danh là đĩa đơn đầu tay hay nhất mọi thời đại bởi Rolling Stone vào năm 2020. Năm 2004, Spears cho ra mắt thương hiệu nước hoa cùng với Elizabeth Arden, Inc.; đạt doanh thu lên đến 1,5 tỷ đô la Mỹ tính đến  năm 2012. Forbes đã công bố Spears là nữ nhạc sĩ có thu nhập cao nhất năm 2001 và 2012. Đến năm 2012, cô đã đứng đầu danh sách những người nổi tiếng được tìm kiếm nhiều nhất của Yahoo! bảy lần trong mười hai năm. Tạp chí Time ghi tên Spears là một trong số 100 người có sức ảnh hưởng mạnh mẽ nhất trên thế giới vào năm 2021, cùng với Spears đứng đầu trong cuộc bình chọn độc giả của tạp chí.

## Cuộc đời và sự nghiệp

### 1981–1997: Thời thơ ấu và khởi đầu sự nghiệp
Spears được sinh ra tại McComb, Mississippi, là con thứ hai của Lynne Irene Bridges và James Parnell Spears. Những anh chị em của cô trong gia đình gồm có Bryan James và Jamie Lynn. Vào năm 3 tuổi, cô bắt đầu tham dự các lớp học nhảy tại quê nhà của mình, và xuyên suốt thời thơ ấu, cô cũng tham dự các lớp thể dục và luyện thanh. Spears đã giành chiến thắng tại nhiều cuộc thi cấp Nhà nước và những chương trình tài năng cho trẻ em lúc bấy giờ. Cô có màn trình diễn trên sân khấu lần đầu tiên tại địa phương của mình lúc 5 tuổi, trình diễn "What Child Is This?" tại buỗi lễ tốt nghiệp mẫu giáo của cô. Cô cũng đề cập đến tham vọng của mình khi còn là một đứa trẻ, "Tôi thực sự đã ở trong thế giới của riêng mình, [...] Tôi phát hiện ra những gì tôi phải làm trong những năm đầu đời."
Năm 8 tuổi, Spears và mẹ cô Lynne đã đến Atlanta, Georgia để tham gia một buổi thử giọng cho phiên bản tái sinh vào những năm 1990 của The Mickey Mouse Club. Giám đốc casting Matt Casella đã từ chối cô vì quá nhỏ để tham gia chương trình vào thời điểm đó, nhưng giới thiệu cô với Nancy Carson, một nhà tìm kiếm tài năng của thành phố New York. Carson đã rất ấn tượng với giọng hát của Spears và đề nghị cô ghi danh tại trường nghệ thuật Professional Performing Arts; ngay sau đó, Lynne và con gái của cô chuyển đến sinh sống tại một căn hộ thuê lại ở New York. Spears bắt đầu diễn xuất chuyên nghiệp lần đầu tiên với vai trò diễn viên đóng thế cho vai chính của Tina Denmark trong vở nhạc kịch bán chuyên nghiệp Ruthless!. Cô cũng xuất hiện trên chương trình truyền hình nổi tiếng Star Search dưới vai trò thí sinh và được chọn tham gia vào một số quảng cáo. Trong tháng 12 năm 1992, cô cuối cùng đã trúng tuyển vào đội hình chính thức của The Mickey Mouse Club cùng Christina Aguilera, Justin Timberlake, Ryan Gosling, và Keri Russell, nhưng trở về Kentwood ngay sau khi chương trình kết thúc vào năm 1996. Cô theo học tại Parklane Academy tại McComb, Mississippi. Mặc dù đã kết thân với nhiều bạn bè cùng lớp, cô so sánh ngôi trường với "cảnh mở đầu trong Clueless với tất cả các bè phái. [...] Tôi đã thấy rất buồn chán. Tôi là hậu vệ phối bóng của đội bóng rổ. Tôi có một người bạn trai, và tôi được trở về quê hương và tận hưởng Giáng sinh. Nhưng tôi mong muốn nhiều hơn thế nữa."
Trong tháng 6 năm 1997, Spears đàm phán với nhà quản lý Lou Pearlman để tham gia vào nhóm nhạc pop nữ Innosense. Lynne cũng nhờ đến sự giúp đỡ từ người bạn của gia đình và là luật sư giải trí Larry Rudolph để tham khảo ý kiến và gửi một đoạn ghi âm Spears hát karaoke một bài hát của Whitney Houston cùng một số hình ảnh. Rudolph quyết định rằng ông muốn gửi chúng đến các hãng thu âm, vì vậy cô cần có một bản thu nháp chuyên nghiệp. Ông đã gửi Spears một bài hát không được sử dụng của Toni Braxton; cô đã luyện tập trong một tuần và thu âm lại giọng hát của mình trong một phòng thu với một kỹ sư âm thanh. Spears chuyển đến New York với những bản thu nháp và gặp gỡ giám đốc điều hành của bốn hãng đĩa, và trở về Kentwood trong cùng ngày. Ba trong số những hãng này đã từ chối cô, cho rằng khán giả muốn những ban nhạc pop như Backstreet Boys và Spice Girls, và "sẽ không có thêm bất kỳ một Madonna, Debbie Gibson, hoặc Tiffany nào nữa."
Hai tuần sau đó, giám đốc điều hành của Jive Records gọi lại cho Rudolph. Phó chủ tịch cấp cao của A&R Jeff Fenster nói về buổi thử giọng của Spears rằng "thật hiếm hoi để có thể nghe được một giọng ca ở lứa tuổi này vừa truyền đạt nội dung ca từ tốt lẫn đáp ứng yếu tố thương mại. [...] Đối với bất kỳ một nghệ sĩ nào, động cơ thúc đẩy—'đôi mắt của hổ'—là cực kỳ quan trọng. Và Britney có điều đó." Sau đó, cô hát "I Have Nothing" (1992) của Houston trước các giám đốc điều hành của Jive, và được ký kết hợp đồng ghi âm với hãng. Họ bổ nhiệm nhà sản xuất Eric Foster White để làm việc với cô trong một tháng, người đã miêu tả chất giọng của cô "theo cách rất đặc trưng, không lẫn vào đâu được của Britney." Sau khi nghe lại những tác phẩm thu âm đã hoàn thiện, chủ tịch Clive Calder đã quyết định thực hiện một album đầy đủ. Phong cách âm nhạc của Spears ban đầu được định hình như "âm nhạc của Sheryl Crow, nhưng trẻ trung hơn và hợp thời đại hơn" nhưng sau khi cảm thấy hài lòng với những nhà sản xuất mà hãng đã sắp xếp, cô cảm thấy rằng "nó sẽ khả quan hơn nếu quyết định theo đuổi nhạc pop, vì tôi có thể nhảy, và nó cũng hợp với tôi hơn." Cô đã bay tới Cheiron Studios ở Stockholm, Thụy Điển, nơi một nửa album được thu âm từ tháng 3 đến tháng 4 năm 1998, với các nhà sản xuất Max Martin, Denniz Pop, Rami Yacoub và nhiều người khác.

### 1998–2000:...Baby One More TimevàOops!... I Did It Again
Sau khi trở về Hoa Kỳ, Spears bắt tay triển khai một chuyến lưu diễn vòng quanh những trung tâm thương mại để quảng bá cho album đầu tay của cô. Buổi diễn bao gồm danh sách trình diễn với 4 bài hát và cô được hỗ trợ trên sân khấu bởi hai vũ công nhảy nền. Sau đó, cô tham gia lưu diễn như là nghệ sĩ hát mở màn cho *NSYNC. Album phòng thu đầu tay của Spears, ...Baby One More Time, được phát hành vào ngày 12 tháng 1 năm 1999. Nó đạt vị trí số một trên bảng xếp hạng Billboard 200 và được chứng nhận hai lần đĩa Bạch kim bởi Hiệp hội Công nghiệp ghi âm Mỹ sau một tháng. Trên thị trường quốc tế, album đứng đầu các bảng xếp hạng thuộc 15 quốc gia và bán được hơn 10 triệu bản trong năm đầu phát hành. Nó đã trở thành album bán chạy nhất từ trước đến nay bởi một nghệ sĩ hát đơn tuổi thanh thiếu niên.

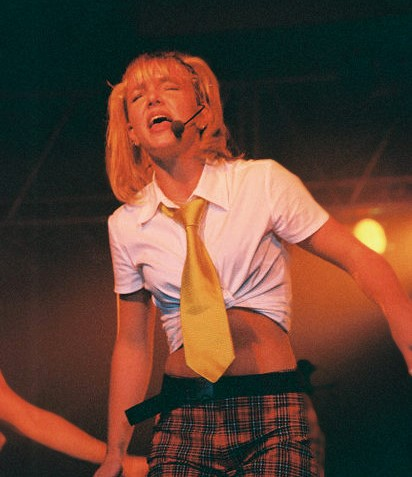
Spears biểu diễn trong chuyến lưu diễn L'Oreal Hair Zone Mall Tour của cô vào năm 1998

Bài hát chủ đề được phát hành như là đĩa đơn đầu tiên cho album. Ban đầu, Jive Records muốn thực hiện một video ca nhạc dưới hình thức hoạt hình cho nó; Tuy nhiên, Spears đã từ chối ý kiến, và đề xuất ý tưởng về hình tượng một nữ sinh Công giáo. Đĩa đơn bán được 500.000 bản trong ngày đầu phát hành, và đạt vị trí số một trên bảng xếp hạng Billboard Hot 100 trong hai tuần liên tiếp. Tính đến nay, nó đã bán được hơn 10 triệu bản trên toàn cầu, trở thành một trong những đĩa đơn bán chạy nhất mọi thời đại. "...Baby One More Time" sau đó đã nhận được một đề cử giải Grammy cho Trình diễn giọng pop nữ xuất sắc nhất. Bài hát cũng đứng đầu bảng xếp hạng tại Vương quốc Anh, và trở thành đĩa đơn tiêu thụ nhanh nhất trong lịch sử bởi một nữ nghệ sĩ, với hơn 460.000 bản được tiêu thụ trong tuần đầu. Nó sau đó đã trở thành bài hát thành công thứ thứ 25 trong lịch sử bảng xếp hạng Anh quốc. Spears cũng là nữ nghệ sĩ trẻ tuổi nhất có một đĩa đơn đạt doanh thu triệu bản tại đây. "(You Drive Me) Crazy" được phát hành như là đĩa đơn thứ ba từ album, và trở thành một hit top 10 trên toàn cầu cũng như thúc đẩy doanh số tiêu thụ của ...Baby One More Time. Tính đến nay, album đã bán được 30 triệu bản trên toàn thế giới, và là một trong những album bán chạy nhất mọi thời đại.
Với thành công của ...Baby One More Time, Spears được ghi nhận là người có ảnh hưởng đến sự hồi sinh của dòng nhạc teen pop vào cuối thập niên 1990. Thành công của Spears cũng đã thúc đẩy một làn sóng những ca sĩ nữ trẻ đẹp đáng chú ý sau này như Christina Aguilera, Jessica Simpson và Mandy Moore. Tuy nhiên, tại lễ trao giải Grammy năm 2000, Britney đã để vuột mất giải Nghệ sĩ mới xuất sắc nhất vào tay Christina Aguilera. Vào ngày 28 tháng 6 năm 1999, Spears bắt tay thực hiện chuyến lưu diễn hát chính đầu tiên trong sự nghiệp ...Baby One More Time Tour ở Bắc Mỹ, và nhận được những phản ứng tích cực từ các nhà phê bình, dù vấp phải một số tranh cãi về phần trang phục. Một phiên bản mở rộng của chuyến lưu diễn, mang tên Crazy 2k, diễn ra vào tháng 3 năm 2000. Spears đã trình diễn những bài hát mới từ album thứ hai sắp phát hành của cô trong buổi diễn.
Oops!... I Did It Again, album phòng thu thứ hai của cô, được phát hành vào tháng 5 năm 2000. Nó ra mắt ở vị trí số một tại Hoa Kỳ, bán được 1.3 triệu bản, và phá vỡ kỷ lục của SoundScan về doanh thu tuần đầu cao nhất từ trước đến nay của một nghệ sĩ nữ. Album đã bán được hơn 25 triệu bản trên toàn thế giới tính đến nay, trở thành một trong những album bán chạy nhất mọi thời đại. Đĩa đơn chủ đạo của album, "Oops!... I Did It Again", đạt vị trí quán quân ở Úc, New Zealand, Vương quốc Anh và nhiều quốc gia châu Âu khác. Album cũng như bài hát chủ đề lần lượt nhận được những đề cử Grammy cho Album giọng pop xuất sắc nhất và Trình diễn giọng pop nữ xuất sắc nhất.
Cũng trong năm này, Spears bắt tay thực hiện Oops!... I Did It Again Tour, thu về 40,5 triệu đô-la; Cô cũng cho ra mắt cuốn sách đầu tiên của mình, Britney Spears' Heart to Heart, được đồng chắp bút bởi mẹ của cô. Ngày 7 tháng 9 năm 2000, Spears biểu diễn tại Giải Video âm nhạc của MTV năm 2000. Giữa màn trình diễn, cô cởi bỏ bộ suit đen và để lộ một bộ bodysuit màu da, trước khi thể hiện một loạt vũ đạo phức tạp. Nó được ghi nhận bởi nhiều nhà phê bình như là khoảnh khắc đánh dấu sự thay đổi của Spears sang hình tượng gợi cảm và khiêu khích hơn. Trước sự hoài nghi của giới truyền thông, Spears đã xác nhận rằng cô đang hẹn hò với thành viên của NSYNC Justin Timberlake.

### 2001–02:BritneyvàCrossroad

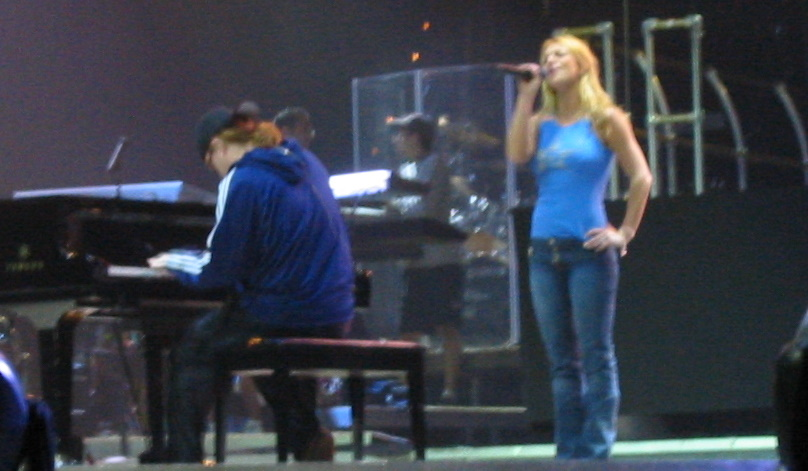
Spears biểu diễn thử âm cho chuyến lưu diễn Dream Within a Dream Tour vào tháng 7 năm 2002

Trong tháng 2 năm 2001, Spears ký kết một hợp đồng quảng cáo thương mại trị giá 7-8 triệu đô-la với hãng nước ngọt Pepsi, và phát hành một cuốn sách hồi kí đồng chắp bút với mẹ cô, mang tên A Mother's Gift. Album phòng thu thứ ba mang chính tên của nữ ca sĩ,  Britney, được phát hành vào tháng 11 năm 2001. Trong khoảng thời gian lưu diễn, cô cảm thấy được truyền cảm hứng bởi những nghệ sĩ hip hop như Jay-Z và The Neptunes và mong muốn tạo ra một album với âm thanh phấn khởi hơn. Album ra mắt ở vị trí số một trên Billboard 200 và lọt vào top 5 ở Úc, Vương quốc Anh và châu Âu và đã bán được hơn 12 triệu bản trên toàn thế giới. Album nhận được 2 đề cử giải Grammy—Album giọng pop xuất sắc nhất và Trình diễn giọng pop nữ xuất sắc nhất cho "Overprotected"— và lọt vào danh sách "100 Album xuất sắc nhất trong 25 năm qua" của tạp chí Entertainment Weekly năm 2008. Đĩa đơn đầu tiên từ album, "I'm a Slave 4 U", trở thành một đĩa đơn top 10 trên toàn cầu.
Màn trình diễn đĩa đơn này của Spears tại Giải Video âm nhạc của MTV năm 2001 với một con hổ trong lồng và một con trăn được đặt trên vai cô, đã vấp phải những phản hồi gay gắt từ tổ chức vì quyền động vật PETA. Để quảng bá cho album, Spears tổ chức chuyến lưu diễn Dream Within a Dream Tour. Chuyến lưu diễn được giới phê bình giành nhiều lời ca ngợi bởi những ý tưởng về dàn dựng kỹ thuật trong buổi diễn. Chuyến lưu diễn thu về 43.7 triệu đô-la, trở thành chuyến lưu diễn có doanh thu cao thứ hai trong năm 2002 bởi một nữ nghệ sĩ, sau Farewell Tour của Cher. Những thành công trong sự nghiệp của cô đã được ghi nhận bởi tạp chí Forbes năm 2002, với việc Spears được xếp hạng là ngôi sao quyền lực nhất thế giới. Spears cũng đánh dấu vai diễn chính đầu tiên trong sự nghiệp diễn xuất với Crossroads, phát hành vào tháng 2 năm 2002. Mặc dù bộ phim phần lớn chịu nhiều sự chỉ trích, các nhà phê bình giành những lời khen ngợi cho diễn xuất của Spears và bộ phim là một thành công về mặt doanh thu. Crossroads, với kinh phí 12 triệu đô-la, đã thu về hơn 61.1 triệu đô-la trên toàn thế giới. Trong tháng 7 năm 2002, Spears tuyên bố cô sẽ tạm gác lại sự nghiệp trong 6 tháng; Tuy nhiên, cô đã trở lại phòng thu vào tháng 11 để thu âm cho album mới. Mối quan hệ tình cảm giữa Spears và Timberlake cũng đi đến kết thúc sau 3 năm.

### 2003–05:In the Zonevà những cuộc hôn nhân

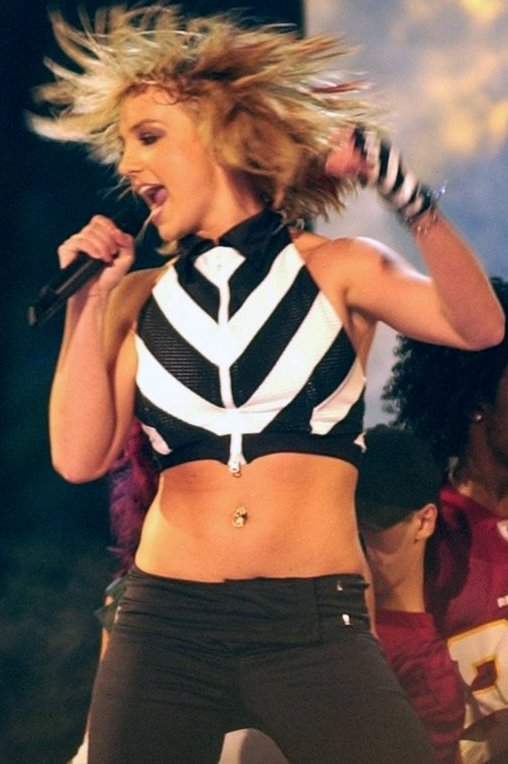
Spears trình diễn tại NFL Kickoff Live, tháng 9 năm 2003

Năm 2003, Spears mở màn lễ trao giải Video âm nhạc của MTV năm 2003 với Christina Aguilera, trình diễn "Like a Virgin", trước khi Madonna tham gia vào màn trình diễn, và họ đã có một nụ hôn trên sân khấu. Sự việc đã trở thành một đề tài được quan tâm và bàn tán một thời gian dài sau đó. Spears phát hành album phòng thu thứ tư của cô, In the Zone, vào tháng 10 năm 2003. Trong bản thu âm, cô nắm quyền kiểm soát sự sáng tạo nhiều hơn với việc tham gia viết lời và đồng sản xuất trong hầu hết những bài hát. Vibe gọi nó là "Một tác phẩm dance không những vô cùng tự tin mà còn cho thấy khả năng phát triển của Spears như là một nhạc sĩ." NPR đã liệt kê album vào danh sách "50 Bản thu quan trọng nhất của thập kỷ." In the Zone bán được hơn 609.000 bản tại Hoa Kỳ và ra mắt ở vị trí quán quân, giúp Spears trở thành nữ nghệ sĩ đầu tiên trong kỷ nguyên SoundScan có bốn album phòng thu đầu tiên ra mắt tại vị trí số một. Nó cũng đứng đầu bảng xếp hạng ở Pháp và vuơn đến top 10 ở Bỉ, Đan Mạch, Thụy Điển và Hà Lan. In the Zone đã bán được hơn 10 triệu bản trên toàn thế giới, và sản sinh nhiều đĩa đơn thành công: "Me Against the Music", hợp tác với Madonna; "Toxic"—giúp Spears giành giải Grammy cho Thu âm nhạc dance xuất sắc nhất; "Everytime" và "Outrageous".
Trong tháng 1 năm 2004, Spears kết hôn với người bạn thời thơ ấu Jason Allen Alexander tại Nhà thờ The Little White Wedding ở Las Vegas, Nevada. Cuộc hôn nhân đã bị hủy bỏ 55 giờ sau đó, sau một đơn kiến nghị lên tòa án rằng Spears "thiếu nhận thức về hành động của mình". Trong tháng 3 năm 2004, cô bắt đầu thực hiện chuyến lưu diễn The Onyx Hotel Tour để quảng bá cho In the Zone. Trong tháng 6 năm 2004, Spears gặp một chấn thương đầu gối trái khi đang thực hiện video ca nhạc cho "Outrageous", và trải qua một cuộc phẫu thuật nội soi khớp. Sau đó, cô đã buộc phải hủy bỏ phần còn lại của The Onyx Hotel Tour.

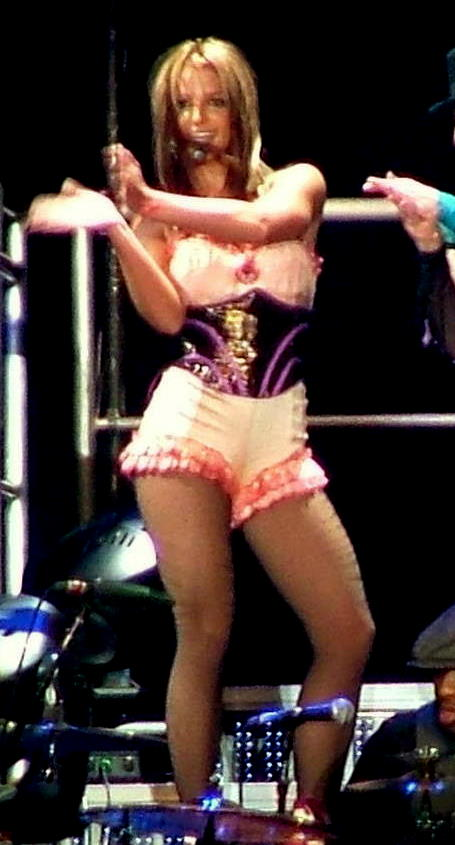
Spears trình diễn trong chuyến lưu diễn The Onyx Hotel Tour vào tháng 4 năm 2004

Trong tháng 7 năm 2004, Spears đính hôn với vũ công người Mỹ Kevin Federline, người mà cô đã gặp gỡ 3 tháng trước. Mối quan hệ này đã nhận được nhiều sự chú ý từ giới truyền thông, sau khi Federline quyết định chia tay nữ diễn viên Shar Jackson, người đang mang thai đứa con thứ hai của họ vào thời điểm đó. Những giai đoạn phát triển tình cảm trong mối quan hệ của họ đã được lưu giữ trong chương trình truyền hình thực tế đầu tiên của Spears Britney & Kevin: Chaotic. Họ đã tổ chức một lễ cưới vào ngày 18 tháng 9 năm 2004, nhưng không được chấp thuận một cách hợp pháp cho đến 3 tuần sau đó, vào ngày 6 tháng 10 do sự chậm trễ trong việc hoàn thành hôn ước của vợ chồng. Một thời gian ngắn sau, cô phát hành nhãn hiệu nước hoa đầu tiên của cô với Elizabeth Arden, Curious, và phá vỡ kỷ lục về doanh thu trong tuần đầu của công ty. Trong tháng 10 năm 2004, Spears tạm gác lại sự nghiệp để bắt đầu xây dựng gia đình của mình. Greatest Hits: My Prerogative, album tuyển tập hit đầu tiên của cô, được phát hành vào tháng 10 năm 2004. Bản hát lại "My Prerogative" từ Bobby Brown của Spears đã được phát hành như là đĩa đơn đầu tiên từ album, và đứng đầu các bảng xếp hạng ở Phần Lan, Ireland, Ý, Na Uy. Đĩa đơn thứ hai, "Do Somethin'", lọt vào top 10 ở Úc, Anh và nhiều nước châu Âu khác. Tuyển tập đã bán được hơn 5 triệu bản trên toàn thế giới. Trong tháng 8 năm 2005, Spears phát hành "Someday (I Will Understand)", được xem là một món quà mà cô gửi đến đứa con đầu lòng của mình, một bé trai, người được sinh ra vào tháng sau. Trong tháng 11 năm 2005, cô phát hành album phối lại đầu tiên, B in the Mix: The Remixes, bao gồm 11 bản phối lại. Nó đã bán được hơn 1 triệu bản trên toàn thế giới.

### 2006–07: Vấn đề đời tư vàBlackout

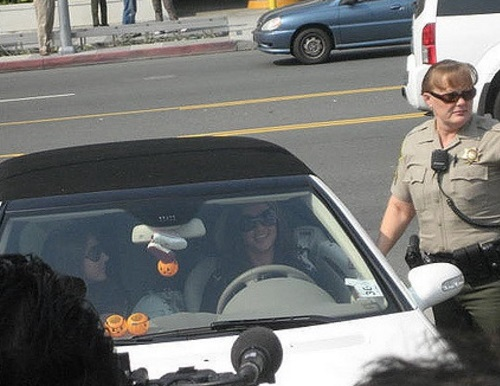
Spears rời khỏi tòa án và bị bao vây bởi thợ săn ảnh trong tháng 10 năm 2007

Trong tháng 2 năm 2006, hình ảnh Spears đang lái xe với con trai Sean được đặt trên đùi thay vì ở ghế ngồi được đăng tải rộng rãi. Những người ủng hộ trẻ em đã thể hiện thái độ búc xúc trước những bức ảnh vừa lái xe bằng một tay và giữ Sean bằng một tay của cô. Spears tuyên bố rằng tình hình đó xảy ra khi cô đang gặp rắc rối với những tay săn ảnh, nhưng đó cũng là một phần lỗi của cô. Trong tháng sau, cô xuất hiện trong tập phim "Buy, Buy Baby" của Will & Grace dưới vai trò khách mời. Hai tháng sau đó, Spears chụp ảnh khỏa thân nghệ thuật cho trang bìa của Harper's Bazaar. Bức ảnh nhận được nhiều sự so sánh với hình ảnh của Demi Moore chụp cho trang bìa của Vanity Fair tháng 8 năm 1991. Trong tháng 9 năm 2006, cô hạ sinh đứa con thứ hai, một bé trai. Trong tháng 11 năm 2006, Spears đã đệ đơn xin ly dị với Federline, vì những sự khác biệt không thể hòa giải. Vụ việc được kết thúc vào tháng 7 năm 2007, khi hai vợ chồng đạt được thỏa thuận chung và đồng ý chia sẻ quyền giám hộ hai đứa con của họ.
Trong tháng 2 năm 2007, Spears ở lại một trại cai nghiện ma túy ở Antigua trong gần một ngày. Đêm hôm sau, cô cạo trọc đầu với một tông đơ điện tại một tiệm tóc ở Tarzana, Los Angeles. Cô thừa nhận mình phải đến những trung tâm điều trị trong những tuần tiếp theo. Trong tháng 5 năm 2007, cô thực hiện một loạt các buổi diễn tại những địa điểm của House of Blues, mang tên The M+M's Tour. Trong tháng 10 năm 2007, Spears mất quyền giám hộ hai đứa con của cô. Những phán quyết của tòa án không được tiết lộ cho công chúng.
Trong tháng 10 năm 2007, Spears phát hành album phòng thu thứ năm của cô, Blackout. Nó đạt vị trí số một ở Canada và Ireland, thứ hai ở Pháp, Nhật Bản, México, Vương quốc Anh và Hoa Kỳ, và top 10 ở Úc, Hàn Quốc, New Zealand và nhiều nước châu Âu. Tại Hoa Kỳ, Spears trở thành nữ nghệ sĩ duy nhất có 5 album phòng thu đầu tay đều ra mắt trên top 2 của bảng xếp hạng. Album nhận được những đánh giá tích cực từ các nhà phê bình và đã bán được hơn 3 triệu bản trên toàn thế giới. Blackout giành giải Album của năm tại Giải Âm nhạc châu Âu của MTV năm 2008 và được liệt kê ở vị trí thứ 5 trong danh sách Album Pop xuất sắc nhất của thập kỷ bởi The Times. Spears biểu diễn đĩa đơn "Gimme More" tại Giải Video âm nhạc của MTV năm 2007. Màn trình diễn đã bị chỉ trích gay gắt bởi nhiều nhà phê bình. Mặc cho những phản ứng dữ dội, đĩa đơn vẫn gặt hái nhiều thành công trên toàn thế giới, đạt vị trí quán quân ở Canada và top 10 ở hầu hết những quốc gia nó xếp hạng. Đĩa đơn thứ hai, "Piece of Me" đạt vị trí số một ở Ireland và lọt vào top 5 ở Úc, Canada, Đan Mạch, New Zealand và Vương quốc Anh. Đĩa đơn thứ ba, "Break the Ice" được phát hành vào năm sau và gặt hái những thành công tương đối dù không được quảng bá rộng rãi.

### 2008–10:Circus

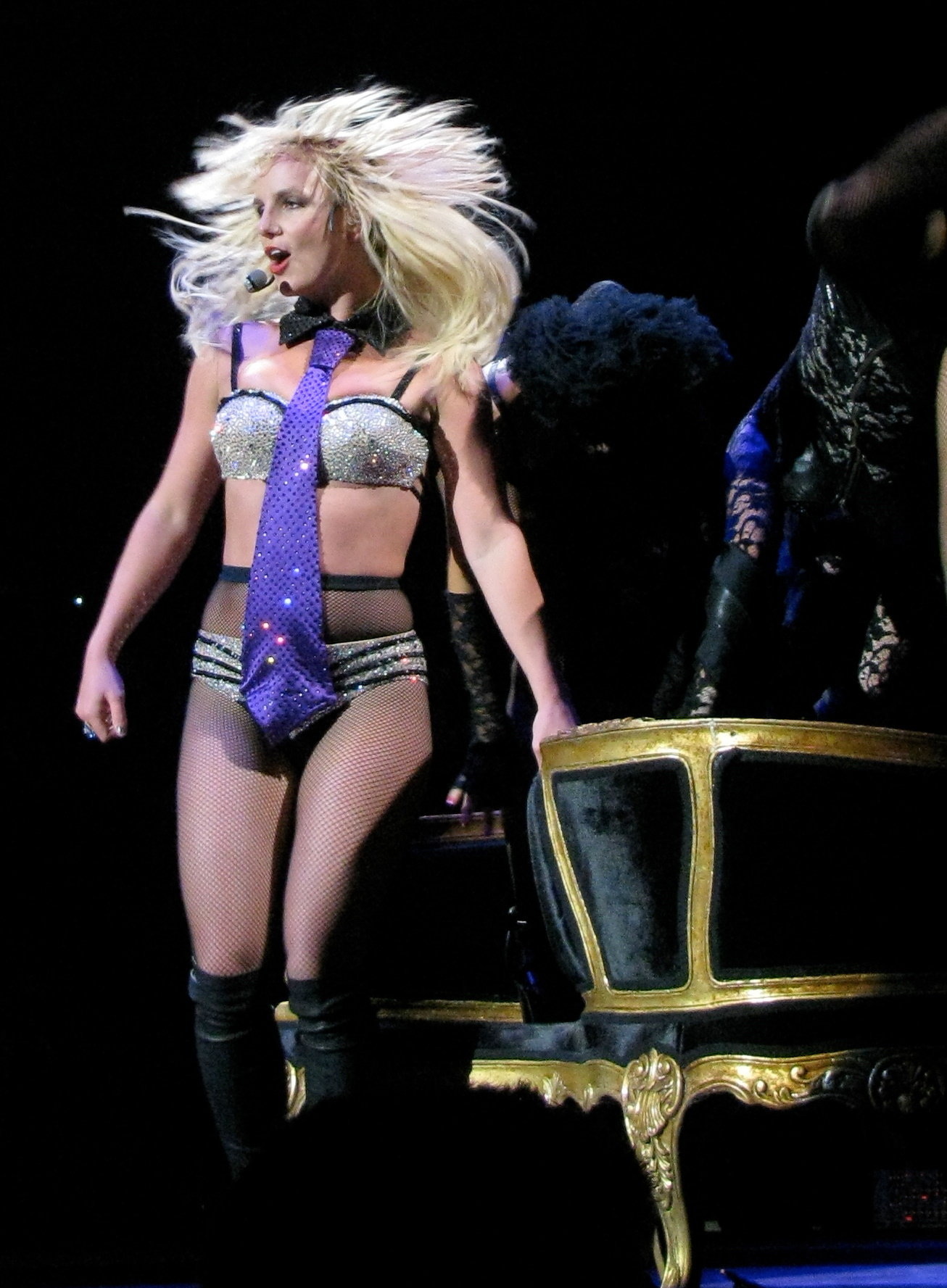
Spears trình diễn "Freakshow" tại The Circus Starring Britney Spears, tháng 5 năm 2009

Trong tháng 1 năm 2008, Spears phủ nhận việc từ bỏ quyền nuôi con trai của mình cho Federline. Cô đã phải nhập viện khẩn cấp tại Trung tâm y tế Cedars-Sinai sau khi cảnh sát đến nhà cô và phát hiện cô đang bị ảnh hưởng do sử dụng chất cấm. Ngày hôm sau, quyền bảo hộ của Spears đã bị đình chỉ tại một phiên tòa khẩn cấp, và Federline được trao quyền nuôi con dưới tư cách là người bảo hộ pháp lý duy nhất của bọn trẻ. Tòa án đã đưa ra phán quyết tạm thời, và sau đó, vĩnh viễn rằng Spears sẽ phải chịu dưới sự kiểm soát từ cha cô, James Spears và luật sư Andrew Wallet, bao gồm việc kiểm soát toàn bộ tài sản của cô.
Trong tháng sau, Spears làm khách mời trong tập phim "Ten Sessions" của How I Met Your Mother với vai tiếp tân Abby. Cô nhận được những đánh giá tích cực cho diễn xuất của mình, cũng như mang lại cho loạt phim truyền hình dài tập này lượng người xem cao nhất từ trước tới nay. Trong tháng 7 năm 2008, Spears đã giành lại quyền thăm con sau một thỏa thuận với Federline và luật sư của anh. Trong tháng 9 cùng năm, Spears mở màn Giải Video âm nhạc của MTV với một tiểu phẩm hài được ghi hình trước với Jonah Hill và có bài phát biểu khai mạc lễ trao giải. Cô đã chiến thắng giải Video xuất sắc nhất của nữ ca sĩ, Video Pop xuất sắc nhất và Video của năm cho "Piece of Me". Một bộ phim tài liệu dài 60 phút, Britney: For the Record, được sản xuất để ghi lại quá trình trở lại ngành công nghiệp ghi âm của Spears. Được đạo diễn bởi Phil Griffin, For the Record được ghi hình ở Beverly Hills, Hollywood, và thành phố New York trong quý III năm 2008. Bộ phim tài liệu được phát sóng trên MTV với 5.6 triệu người xem cho hai lượt phát sóng vào đêm công chiếu. Đây là chương trình có lượng người xem cao nhất trong số những chương trình phát sóng cùng khung giờ với nó vào đêm chủ nhật và trong lịch sử của kênh.
Trong tháng 12 năm 2008, album phòng thu thứ sáu của Spears Circus được phát hành. Nó nhận được những đánh giá tích cực từ các nhà phê bình và đạt vị trí quán quân ở Canada, Cộng hòa Séc và Hoa Kỳ, cũng như lọt vào top 10 tại nhiều quốc gia châu Âu. Tại Hoa Kỳ, Spears trở thành nữ nghệ sĩ trẻ tuổi nhất có 5 album phòng thu ra mắt ở vị trí số một, được ghi danh vào Sách Kỷ lục Guinness. Cô cũng trở thành nghệ sĩ duy nhất trong kỷ nguyên Soundscan có 4 album phòng thu bán được từ 500,000 bản trở lên trong tuần đầu. Đây là một trong những album bán chạy nhất trong năm, và đã bán được 4 triệu bản trên toàn thế giới. Đĩa đơn đầu tiên của nó, "Womanizer", trở thành đĩa đơn quán quân đầu tiên của Spears trên bảng xếp hạng Billboard Hot 100 kể từ "...Baby One More Time". Nó đạt vị trí số một ở Bỉ, Canada, Đan Mạch, Phần Lan, Pháp, Na Uy và Thụy Điển. Bài hát còn nhận được một đề cử giải Grammy cho Thu âm nhạc dance xuất sắc nhất. Spears bắt tay thực hiện chuyến lưu diễn The Circus Starring Britney Spears vào tháng 3 năm 2009. Với doanh thu 131.8 triệu đô-la, nó trở thành chuyến lưu diễn có doanh thu cao thứ 5 trong năm.

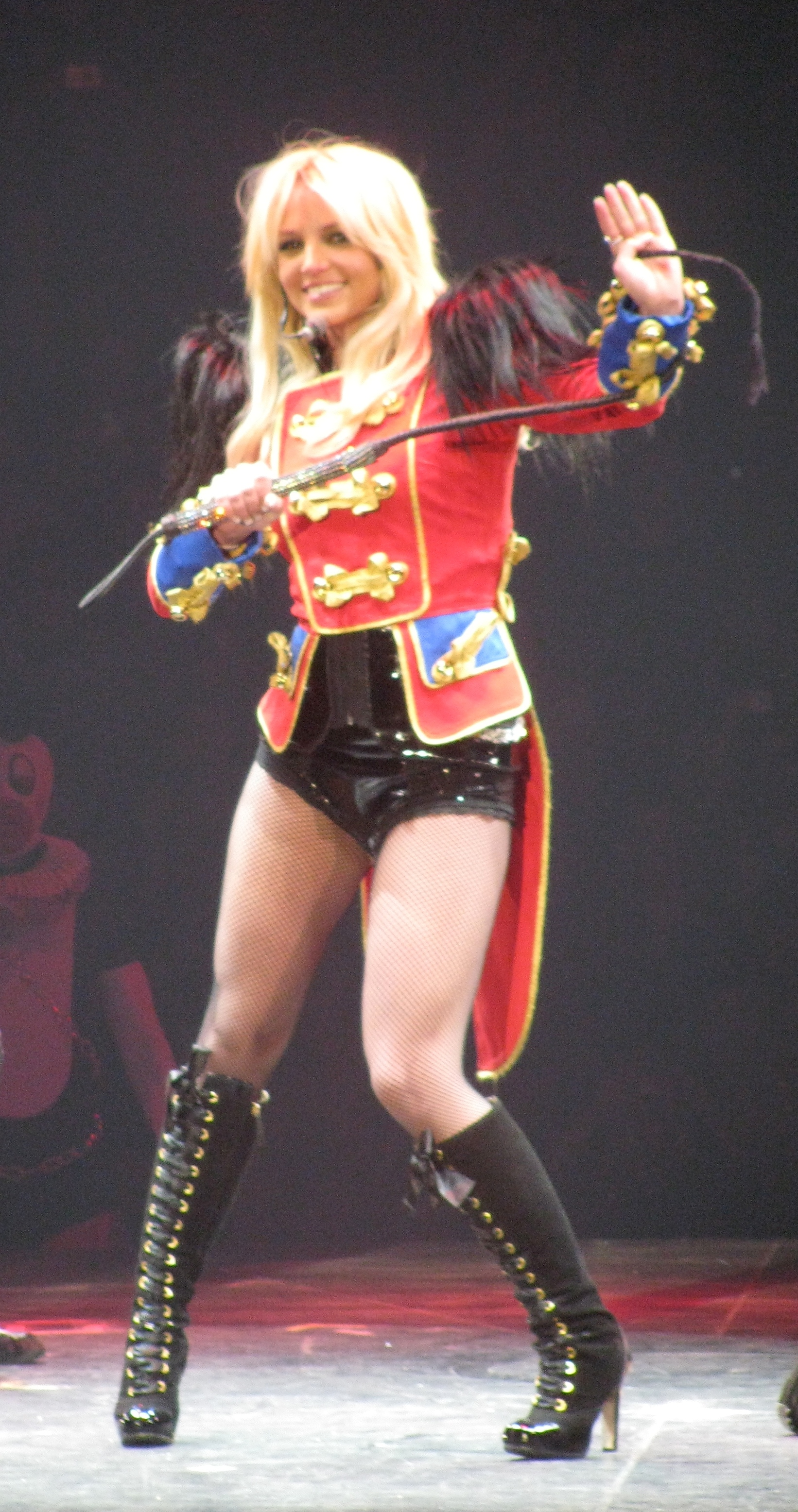
Spears biểu diễn trong chuyến lưu diễn The Circus Starring Britney Spears vào tháng 3 năm 2009

Trong tháng 11 năm 2009, Spears phát hành album tuyển tập hit thứ hai của cô, The Singles Collection. Đĩa đơn chủ đạo và duy nhất của album, "3" trở thành đĩa đơn quán quân thứ ba của Spears tại Hoa Kỳ. Trong tháng 5 năm 2010, đại diện của Spears xác nhận rằng cô đang hẹn hò với quản lý của cô, Jason Trawick, và họ mong muốn kết thúc mối quan hệ nghề nghiệp của họ để tập trung vào mối quan hệ cá nhân. Spears thiết kế một dòng thời trang phiên bản giới hạn cho Candie's, và được bày bán ở tất cả các cửa hàng vào tháng 7 năm 2010. Trong tháng 9 năm 2010, Spears có vai diễn khách mời trong một tập phim tri ân âm nhạc của chính cô thuộc loạt phim truyền hình Mỹ Glee, mang tên "Britney/Brittany". Đó là tập phim có lượng người xem cao nhất tính đến thời điểm đó của Glee.

### 2011–12:Femme FatalevàThe X Factor
Trong tháng 3 năm 2011, Spears phát hành album phòng thu thứ bảy Femme Fatale. Album đạt vị trí quán quân ở Úc, Canada, và Hoa Kỳ, và lọt vào top 10 ở hầu hết các bảng xếp hạng khác. Thứ hạng của nó tại Hoa Kỳ đã giúp cô cân bằng kỷ lục với Mariah Carey và Janet Jackson ở vị trí thứ 3 trong danh sách những nữ nghệ sĩ có nhiều album quán quân nhất. Album quán quân thứ 6 này đã bán được 1 triệu bản ở Hoa Kỳ và 2.2 triệu bản trên toàn thế giới, và được chứng nhận bạch kim bởi RIAA.

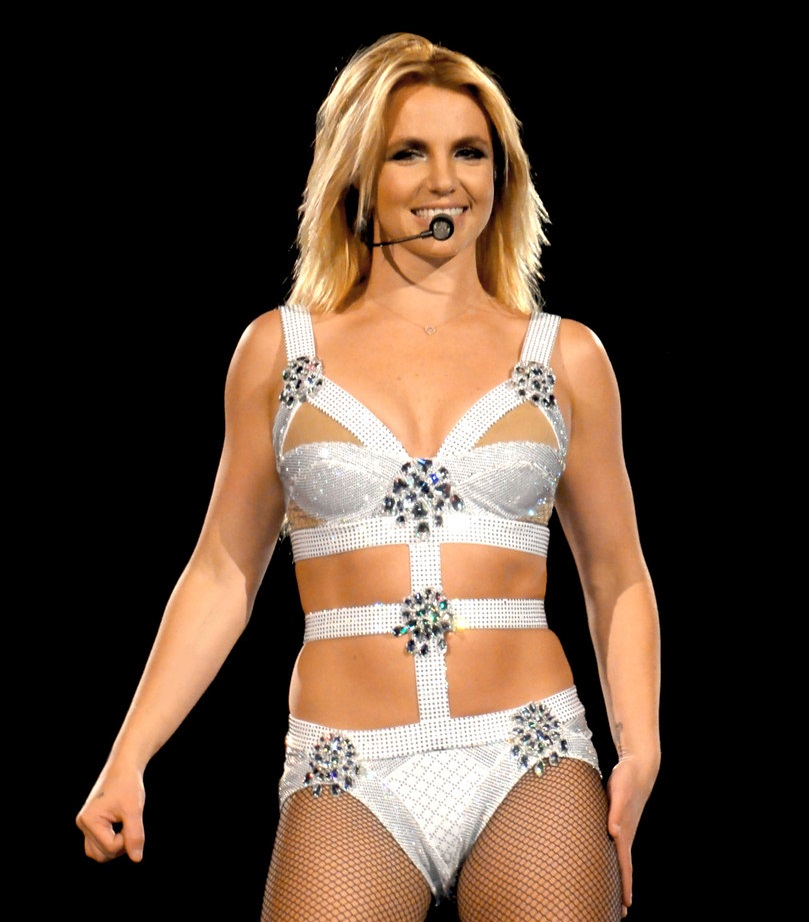
Spears biển diễn cho chuyến lưu diễn Femme Fatale Tour vào tháng 8 năm 2011

Đĩa đơn đầu tiên của album "Hold It Against Me" ra mắt ở vị trí quán quân trên bảng xếp hạng Billboard Hot 100, trở thành đĩa đơn thứ tư của Spears trên bảng xếp hạng và giúp cô trở thành nghệ sĩ thứ hai trong lịch sử có hai đĩa đơn đạt vị trí số một ngay trong tuần đầu, sau Mariah Carey. Đĩa đơn thứ hai "Till the World Ends" đạt vị trí thứ 3 trên bảng xếp hạng Billboard Hot 100, trong khi đĩa đơn thứ ba "I Wanna Go" đạt vị trí thứ 7. Thành tích này đã giúp Femme Fatale trở thành album đầu tiên trong sự nghiệp của Spears có 3 đĩa đơn lọt vào top 10 trên bảng xếp hạng này. Đĩa đơn thứ tư và cuối cùng từ album "Criminal" được phát hành vào tháng 9 năm 2011. Video ca nhạc của nó đã gây nên nhiều tranh cãi khi các chính trị gia tại Anh chỉ trích việc Spears dùng súng lục trong quá trình quay phim tại Luân Đôn, một trong những khu vực bị ảnh hưởng xấu bởi cuộc nổi dậy năm 2011 tại đây. Sau đó, quản lý của Spears đã trả lời ngắn gọn, rằng "Video này là một câu chuyện tưởng tượng với bạn trai của Britney, Jason Trawick, mà theo nghĩa đen là xuất phát từ lời bài hát đã được viết từ 3 năm trước, khi những cuộc bạo động chưa xảy ra." Tháng 4 năm 2011, Spears góp giọng trong phiên bản phối lại của bài hát của Rihanna "S&M". Nó đứng ở vị trí số một tại Hoa Kỳ vào cuối tháng, đem về cho Spears đĩa đơn quán quân thứ 5 trên bảng xếp hạng. Trong danh sách cuối năm 2011 của Billboard, Spears đứng vị trí thứ 14 trong danh sách Nghệ sĩ của năm, thứ 32 trong Top nghệ sĩ Billboard 200 và thứ 10 trong Top nghệ sĩ Billboard Hot 100.
Tháng 6 năm 2011, Spears bắt tay vào chuyến lưu diễn Femme Fatale Tour. Trong 10 ngày đầu tiên của chuyến lưu diễn, nó đã thu về 6.2 triệu đô-la, hạ cánh ở vị trí 50 trong danh sách 100 tour diễn hàng đầu Bắc Mỹ của Pollstar vào giữa năm. Chuyến lưu diễn kết thúc vào ngày 10 tháng 12 năm 2011 tại Puerto Rico sau 79 buổi diễn. Một DVD của chuyến lưu diễn đã được phát hành vào tháng 11 năm 2011. Trong tháng 8 năm 2011, Spears đã giành giải thưởng Thành tựu Video của MTV tại Giải Video âm nhạc của MTV năm 2011. Trong tháng sau, cô phát hành album phối lại thứ hai của mình, B in the Mix: The Remixes Vol. 2. Trong tháng 12 cùng năm, Spears đã đính hôn với bạn trai lâu năm Jason Trawick, người trước đây từng làm trợ lý của cô. Trawick đồng thời trở thành người bảo trợ hợp pháp của Spears, cùng với cha cô, vào tháng 4 năm 2012. Tuy nhiên, Spears và Trawick đã hủy bỏ hôn ước của họ vào tháng 1 năm 2013. Trawick cũng không còn là người bảo hộ của Spears, và cha cô tiếp tục là người bảo hộ duy nhất của cô.
Trong tháng 5 năm 2012, Spears được mời để thay thế Nicole Scherzinger cho vị trí giám khảo mùa thứ hai của cuộc thi The X Factor phiên bản tại Mỹ, Nicole Scherzinger, cùng với Simon Cowell, L.A. Reid và giám khảo mới Demi Lovato, người thay thế Paula Abdul. Với mức thù lao 15 triêu đô-la, Spears đã trở thành giám khảo được trả lương cao nhất trong lịch sử những cuộc thi hát trên truyền hình. Trong cuộc thi, cô hướng dẫn nhóm Teens và thành viên cuối cùng trong đội của cô, Carly Rose Sonenclar, đã đạt ngôi vị Á quân của mùa giải. Spears đã không trở lại vào mùa thứ ba của cuộc thi và vị trí của cô được thay thế bởi Kelly Rowland. Spears góp giọng trong bài hát "Scream & Shout" của will.i.am, đã được phát hành dưới dạng đĩa đơn trích từ album phòng thu thứ tư của anh, #willpower (2013). Nó sau đó đã trở thành đĩa đơn quán quân thứ sáu của cô trên bảng xếp hạng UK Singles Chart và đứng vị trí thứ 3 trên Billboard Hot 100 tại Hoa Kỳ. "Scream & Shout" là một trong những đĩa đơn bán chạy nhất trong năm 2012 và 2013 với 8.1 triệu bản được bán ra trên toàn thế giới. Trong tháng 12, Spears đứng thứ nhất trong danh sách những nghệ sĩ nữ có thu nhập cao nhất trong năm 2012 bởi tạp chí Forbes, với thu nhập ước tính là 58 triệu đô-la.

### 2013–15:Britney JeanvàBritney: Piece of Me

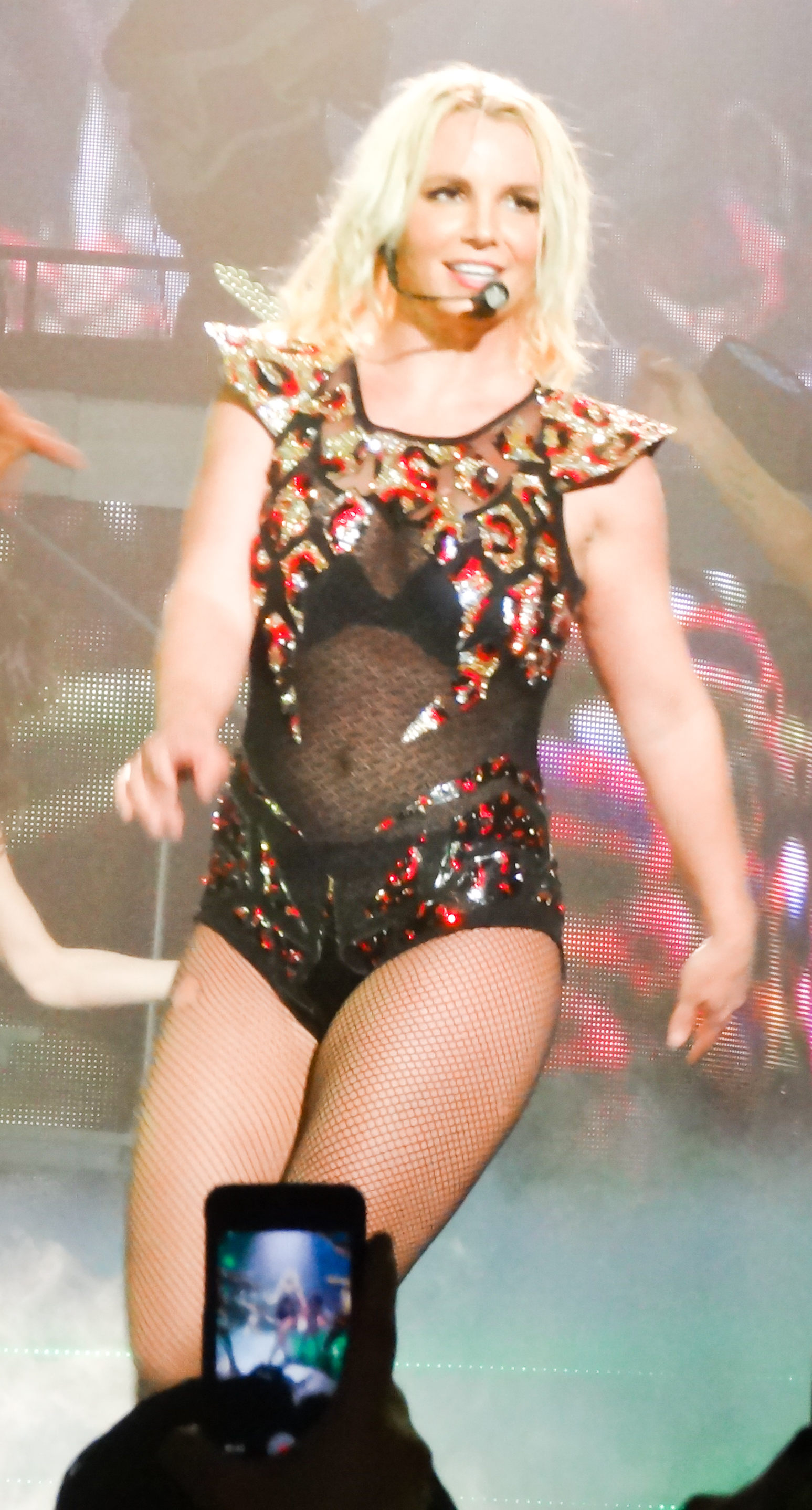
Spears trình diễn trong chương trình biểu diễn cư trú của cô ở Las Vegas, Britney: Piece of Me, vào năm 2014 với thời hạn hợp đồng kéo dài 2 năm

Spears bắt đầu thực hiện album phòng thu thứ 8 của mình, Britney Jean, trong tháng 12 năm 2012, và mời will.i.am làm giám đốc điều hành vào tháng 5 năm 2013. Ngày 17 tháng 9 năm 2013, cô xuất hiện trên Good Morning America để công bố chương trình biểu diễn cư trú hai năm của cô tại Planet Hollywood Resort & Casino ở Las Vegas, mang tên Britney: Piece of Me. Nó bắt đầu vào ngày 27 tháng 12 năm 2013, và bao gồm tổng cộng 100 chương trình xuyên suốt năm 2014 và 2015. Bên cạnh đó, Spears cũng thông báo rằng Britney Jean sẽ được phát hành tại Hoa Kỳ vào ngày 3 tháng 12 năm 2013. Nó sẽ được phát hành thông qua hãng đĩa RCA Records do sự tan rã của Jive Records vào năm 2011. Britney Jean trở thành dự án cuối cùng của Spears theo hợp đồng ghi âm ban đầu của cô với RCA, đảm bảo việc phát hành 8 album phòng thu. Bản thu âm không có bất kỳ hoạt động quảng bá hoặc tác động thương mại cụ thể nào, được cho là vì điều khoản trong hợp đồng show diễn Britney: Piece of Me. Sau khi phát hành, album ra mắt và đạt vị trí thứ 4 trên Billboard 200 với 107.000 bản, trở thành album có thứ hạng và doanh số tiêu thụ thấp nhất của cô tại Hoa Kỳ. Điều này cũng diễn ra tương tự tại thị trường Vương quốc Anh, khi Britney Jean chỉ đạt vị trí thứ 34 trên UK Albums Chart.
"Work Bitch" được chọn làm đĩa đơn đầu tiên cho Britney Jean vào ngày 16 tháng 9 năm 2013, một ngày sớm hơn dự kiến do bị rò rỉ trực tuyến. Nó ra mắt và đạt vị trí thứ 12 trên Billboard Hot 100, đánh dấu bài hát thứ 31 của Spears lọt vào bảng xếp hạng và ra mắt ở thứ hạng cao thứ 5 trong sự nghiệp của cô, cũng như là đĩa đơn top 20 thứ 7 của nữ ca sĩ làm được điều này. Đây cũng là đĩa đơn top 20 thứ 19 và đĩa đơn top 40 thứ 23 của Spears. Trên bảng xếp hạng Pop Songs, nó ra mắt ở vị trí thứ 25, trở thành bài hát thứ 31 của cô có mặt trên bảng xếp hạng, vượt qua thành tích của Mariah Carey (30) cho cương vị Nghệ sĩ có nhiều bài hát lọt vào bảng xếp hạng Pop thứ 2 trong lịch sử. Bài hát cũng đạt thành tích tốt ở một số quốc gia khác, đạt đến top 10 ở Brazil, Canada, Pháp, Ý, México, Tây Ban Nha, Hàn Quốc và Vương quốc Anh.
Đĩa đơn thứ hai, "Perfume" ra mắt vào ngày 3 tháng 11 năm 2013, hai ngày sớm hơn so với thông báo ban đầu. Nó ra mắt và đạt vị trí thứ 76 trên Billboard Hot 100 và 22 trên Pop Songs. Trong khoảng thời gian sản xuất Britney Jean, Spears thu âm bài hát "Ooh La La" cho nhạc phim của Xì Trum 2 vào đầu năm 2013. Trong tháng 10 năm 2013, cô tham gia góp giọng cho bài hát của Miley Cyrus "SMS (Bangerz)", nằm trong album phòng thu thứ tư của Cyrus, Bangerz (2013). Ngày 8 tháng 1 năm 2014, Spears thắng giải Nghệ sĩ Pop được yêu thích tại Giải thưởng People Choice lần thứ 40. Vào tháng 8 năm 2014, Spears xác nhận cô đã gia hạn hợp đồng ghi âm của cô với RCA, qua đó cũng tiết lộ việc đang sáng tác và thu âm những nhạc phẩm mới cho album tiếp theo của mình. Spears công bố thông qua tài khoản Twitter của mình vào tháng 8 năm 2014 rằng cô sẽ cho ra mắt dòng sản phẩm nội y mang tên "The Intimate Britney Spears". Tính đến nay, nó đã được xuất khẩu sang hơn 200 quốc gia trên toàn cầu. Ngày 25 tháng 9 năm 2014, Spears khẳng định trên Good Morning Britain rằng cô đã gia hạn hợp đồng với The AXIS and Planet Hollywood Resort & Casino, để tiếp tục thực hiện Britney: Piece Of Me trong hai năm nữa.
Vào tháng 3 năm 2015, tin tức về Spears sẽ phát hành đĩa đơn "Pretty Girls", với Iggy Azalea, vào ngày 4 tháng 5 năm 2015 được xác nhận trên tạp chí People. Bài hát ra mắt và đạt vị trí thứ 29 trên bảng xếp hạng Billboard Hot 100 và gặt hái những thành công tương đối trên thị trường quốc tế. Spears và Azalea đã biểu diễn ca khúc trực tiếp tại Giải thưởng âm nhạc Billboard năm 2015 từ The AXIS, nơi biểu diễn cư trú của Spears, và nhận được những phản hồi tích cực. Entertainment Weekly ca ngợi rằng "Spears đã cho thấy một trong những màn trình diễn truyền hình mạnh mẽ nhất của cô trong nhiều năm". Ngày 16 tháng 6 năm 2015, Giorgio Moroder phát hành album của mình, Deja Vu, bao gồm sự góp giọng của Spears trong bài hát "Tom's Diner". Trong một cuộc phỏng vấn, Moroder ca ngợi giọng hát của Spears và nói rằng cô ấy đã làm một "công việc tốt" cho bài hát. Moroder cũng công nhận "nó rất tuyệt đến nỗi bạn sẽ khó nhận ra cô ấy". Tại Giải Sự lựa chọn của Giới trẻ năm 2015, Spears nhận giải Biểu tượng Phong cách của Candie. Trong tháng 11, Spears xuất hiện trong vai phỏng tác từ chính mình, dưới tư cách khách mời, trên loạt phim truyền hình Jane the Virgin và nhảy "Toxic" cùng với nhân vật của Gina Rodriguez.

### 2016-2018:Gloryvà tiếp tục chương trình cố định tại Vegas

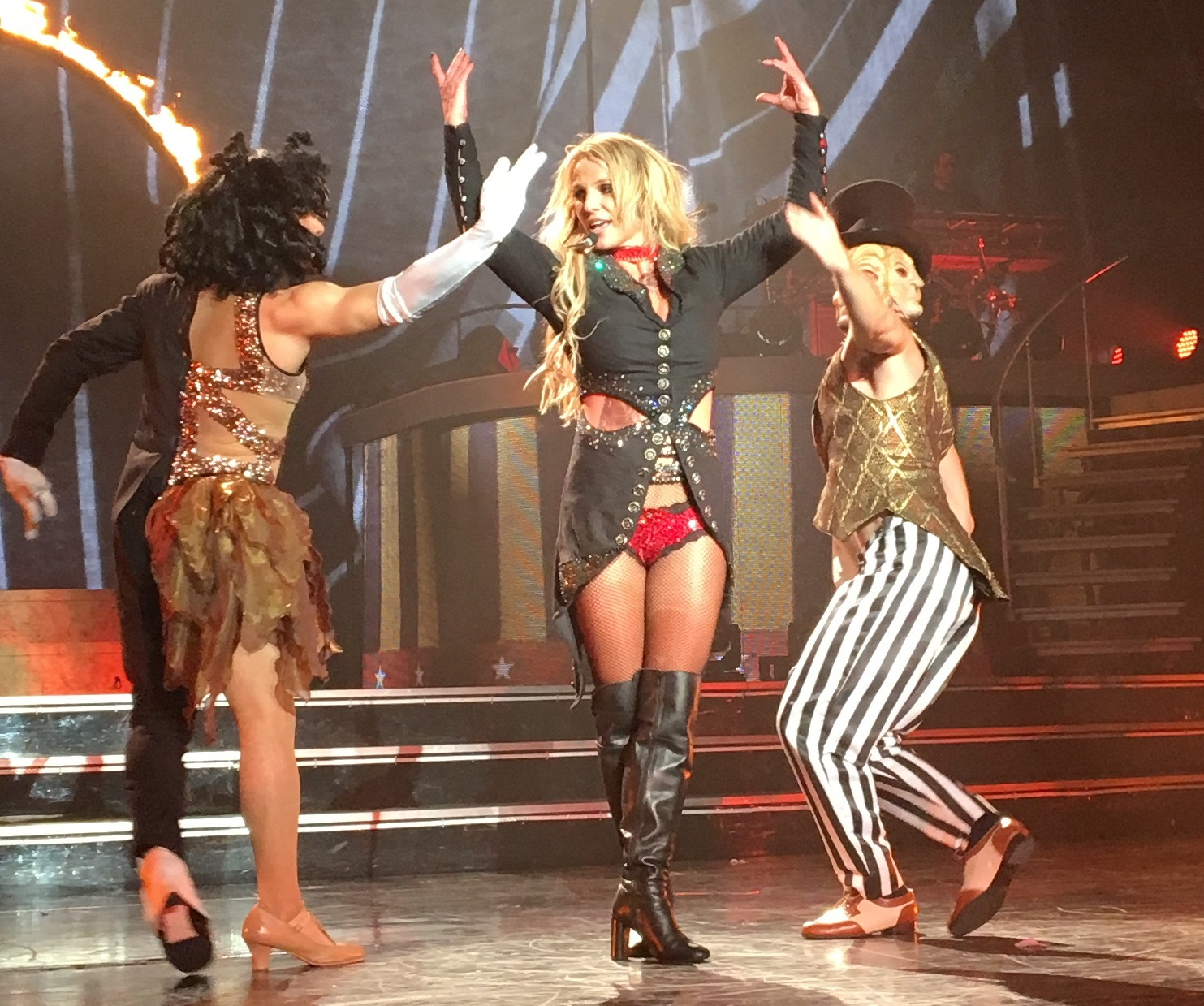
Spears trình diễn "Circus" trong chương trình biểu diễn cư trú của cô ở Las Vegas, tháng 2 năm 2016

Trong năm 2016, Spears xác nhận rằng cô đã bắt đầu thu âm album phòng thu thứ 9 của mình thông qua mạng xã hội. Ngày 1 tháng 3 năm 2016, tạp chí V công bố rằng Spears sẽ xuất hiện trên bìa ấn phẩm thứ 100 của họ, xuất bản ngày 08 tháng 3 năm 2016, với 3 phiên bản bìa khác nhau do nhiếp ảnh gia Mario Testino thực hiện. Tổng biên tập của tạp chí, Stephen Gan, tiết lộ rằng việc lựa chọn Spears cho "V100" là vì Spears là một biểu tượng trong ngành công nghiệp âm nhạc, và nói "Ai trong thế hệ chúng tôi lớn lên mà không nghe nhạc của cô ấy?". Vào tháng 5 năm 2016, Spears hợp tác với Glu Mobile để cho ra mắt một ứng dụng trò chơi nhập vai mang tên Britney Spears: American Dream. Ngày 22 tháng 5 năm 2016, Spears trình diễn một liên khúc những bài hát cũ của cô tại Giải thưởng âm nhạc Billboard năm 2016. Ngoài nhiệm vụ mở màn lễ trao giải, Spears còn được vinh danh với giải thưởng Giải thưởng Billboard Thiên niên kỷ.
Vào ngày 14 tháng 7 năm 2016, Britney phát hành đĩa đơn đầu tiên, "Make Me...", trích từ album phòng thu thứ 9 của cô, với sự tham gia góp giọng của rapper người Mỹ G-Eazy. Ngày 3 Tháng 8 năm 2016, Spears thông báo rằng album mới của cô, Glory sẽ được phát hành vào ngày 26 tháng 8 năm 2016. Ngày 16 tháng 8 năm 2016, MTV và Spears thông báo rằng cô sẽ biểu diễn tại lễ trao giải Giải Video âm nhạc của MTV năm 2016. Đây là lần đầu tiên Spears trở lại sân khấu của lễ trao giải kể từ năm 2007 với màn trình diễn "Gimme More". Cùng với "Make Me...", Spears và G-Eazy còn trình diễn bản hit "Me, Myself & I" của G-Eazy.. Spears xuất hiện trên trang bìa của Marie Claire Anh quốc vào tháng 10 năm 2016. Trong ấn phẩm này, Spears đã tiết lộ rằng cô đã phải trải qua nhiều căng thẳng tồi tệ trong quá khứ, và việc làm mẹ đóng một vai trò quan trọng trong việc giúp cô vượt qua những khó khăn đó. "Những đứa con của tôi không quan tâm nếu mọi thứ không hoàn hảo và chúng không phán xét tôi," Spears nói.
Vào tháng 11 năm 2016, trong một cuộc phỏng vấn với Las Vegas Blog, Spears xác nhận rằng cô đã bắt đầu làm việc cho album phòng thu tiếp theo, nói rằng: "Tôi không chắc mình muốn album tiếp theo sẽ như thế nào [...] Tôi chỉ biết rằng tôi rất vui mừng khi trở lại phòng thu một lần nữa và thực sự đã quay trở lại."
Vào tháng 1 năm 2017, Spears nhận được 4 đề cử tại Giải thưởng People Choice lần thứ 43, và chiến thắng tất cả, bao gồm Nghệ sĩ Pop, Nghệ sĩ nữ, Người nổi tiếng trên mạng xã hội được yêu thích, cũng như Màn hợp tác hài hước cho một chuyên mục với Ellen DeGeneres trên The Ellen DeGeneres Show.
Vào tháng 1 năm 2018, Spears cho ra mắt bộ nước hoa thứ 24 của cô cùng với Elizabeth Arden, Sunset Fantasy, và công bố tour lưu diễn Piece of Me Tour vào tháng 7 năm 2018 tại Bắc Mỹ và châu Âu. Chỉ trong vòng vài phút mở bán tại các thành phố lớn, lượng vé bán ra cháy sạch trong khi nhu cầu tham gia của người hâm mộ còn rất cao, nhà tổ chức đành phải bổ sung thêm lịch trình theo đó. Nam rapper gốc Latin Pitbull tham gia hỗ trợ phần trình diễn tại các tiết mục bên châu Âu. Tour lưu diễn xếp hạng thứ 86 và 30 lần lượt ở Top 100 Cả năm của Pollstar năm 2018 tại Bắc Mỹ và thế giới. Tour lưu diễn đem lợi nhuận về cho Spears tổng cộng là 54.3 triệu đô la Mỹ từ 260.531 chiếc vé được bán ra, nằm thứ sáu trong các tour lưu diễn bán chạy nhất của nghệ sĩ nữ năm 2018, đứng thứ nhìn tour bán chạy nghệ sĩ nữ ở riêng Vương Quốc Anh vào năm 2018.
Vào 20 tháng 3 năm 2018, Spears công bố tham gia dự án trang phục hạng sang nước Pháp thương hiệu Kenzo. Mục tiêu là để khuynh đảo thế giới thời trang cùng với dự án 'La Collection Memento No. 2' của Spears. Vào ngày 12 tháng 4 năm 2018, Spears được trao giải thưởng GLAAD Vanguard Award năm 2018 ở mục "tuyên truyền cổ vũ cộng đồng LGBTQ+". Vào ngày 27 tháng 4 năm 2018, Epic Rights kí hợp đồng với Spears để cho ra mắt hãng thời trang của bản thân cô vào năm 2019, bao gồm y phục, áo thể thao, phụ kiện và đồ điện tử.
Vào tháng 7 năm 2018, Spears cho ra mắt nước hoa unisex Prerogative. Vào ngày 18 tháng 10 năm 2018, Spears công bố ra mắt tour lưu diễn tại Las Vegas, Britney: Domination, dự định sẽ khai màn tại nhà Park MGM vào ngày 13 tháng 2 năm 2019. Spears kiếm được trung bình 507,000 đô la Mỹ, là con số tiền cao nhất từ trước tới nay của cô tại Las Vegas Strip. Vào ngày 21 tháng 10 năm 2018, Spears biểu diễn tại Formula One Grand Prix ở Austin, đây cũng là buổi biểu diễn cuối cùng của cô trong Piece of Me Tour.

### 2019–2021: Bãi bỏ quyền bảo hộ, phong trào #FreeBritney, cáo buộc lạm dụng
Vào ngày 4 tháng 1 năm 2019, Spears tuyên bố tạm dừng vô thời hạn và huỷ bỏ chuyến biểu diễn nơi cư trú tại Las Vegas sau khi người cha Jamie của cô bị vỡ ruột kết trong tình trạng nguy kịch. Vào tháng 3 năm 2019, Andrew Wallet xin từ chức người đồng bảo quản tài sản của Spears sau 11 năm vì xin tăng lương không thành công và Jamie đã trở thành người duy nhất giữ quyền quản lý cả đời tư và tài sản của con gái. Spears vào viện tâm thần trong bối cảnh căng thẳng vì căn bệnh của cha cô cùng tháng đó. Tháng sau, một podcast dành cho người hâm mộ tên là Britney's Gram, đã tiết lộ một đoạn thư thoại từ một nguồn tự nhận là cựu thành viên nhóm pháp lý của Spears. Họ cáo buộc ông Jamie đã tự huỷ bỏ chuyến lưu diễn thời gian cư trú do Spears từ chối uống thuốc, và ông đã giam giữ con gái mình tại một cơ sở trái với ý muốn của cô kể từ tháng 1 năm 2019 sau khi cô vi phạm quy tắc cấm lái xe và quyền bảo hộ của cô lẽ ra đã chấm dứt vào năm 2009. Cùng giai đoạn này, phong trào #FreeBritney đòi chấm dứt quyền bảo hộ trả tự do cho Britney Spears bùng nổ trên mạng xã hội, và nhận được sự ủng hộ nhiệt tình từ phía nghệ sĩ gồm có Cher, Paris Hilton, và Miley Cyrus, và tổ chức phi lợi nhuận American Civil Liberties Union. Vào ngày 22 tháng 4 năm 2019, người hâm mộ đã biểu tình bên ngoài Toà thị chính Tây Hollywood và yêu cầu thả Spears. Spears cho biết "tất cả đều ổn" hai ngày sau đó và rời cơ sở vào cuối tháng đó.

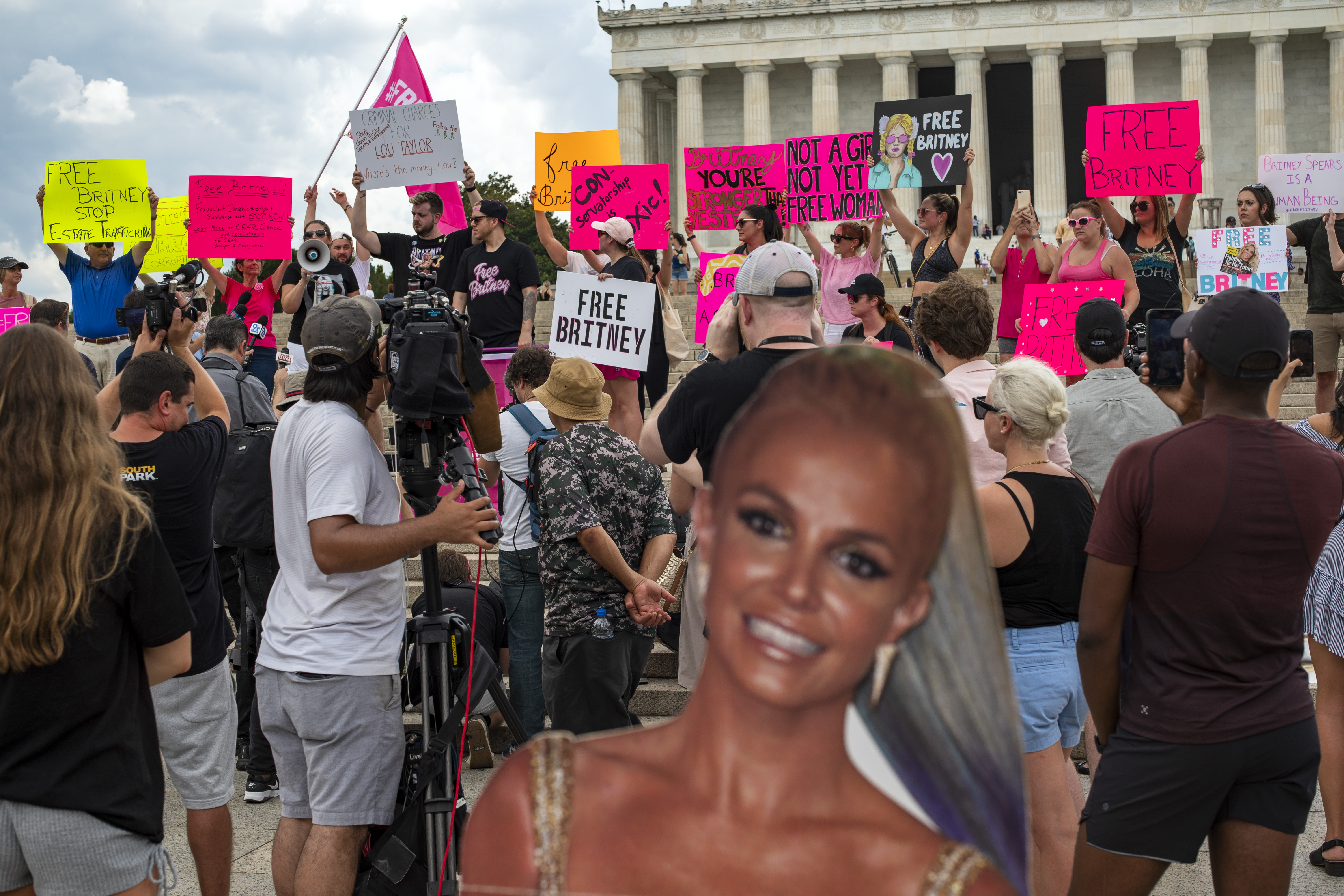
Cuộc vận động #FreeBritney trước Lincoln Memorial vào năm 2021

Trong phiên điều trần vào tháng 5 năm 2019, Thẩm phán Brenda Penny đã ra lệnh đánh giá chuyên môn về quyền bảo hộ. Vào tháng 9, chồng cũ của Spears là vũ công Federline đã nhận được lệnh cấm đối với người cha Jamie của Britney, sau một cuộc xô xát được cho là giữa ông Jamie và một trong những con trai của cô. Người quản lý chăm sóc lâu năm của Spears, Jodi Montgomery được cho là đã tạm thời thay thế ông Jamie làm người bảo hộ cho cô cùng tháng đó, nhưng qua một cuộc điều tra thì hoàn toàn không có quyết định nào sự sắp xếp nào kể trên cả. Một bảo tàng hâm mộ dành riêng cho Spears được gọi là "The Zone", đã khai trương tại Los Angeles vào tháng 2 năm 2020 và sau đó bị ngừng hoạt động do đại dịch COVID-19. Spears phát hành đĩa đơn bổ sung độc quyền "Mood Ring" tại thị trường Nhật Bản của album Glory và cho ra mắt phiên bản album có ảnh bìa mới lên trên toàn bộ nền tảng phát trực tuyến và mua kỹ thuật số khắp thế giới vào tháng 5 năm 2020. Vào tháng 8, Jamie gọi phong trào #FreeBritney là "một trò đùa" và những người tổ chức phong trào này là "những nhà lý thuyết âm mưu".
Vào ngày 17 tháng 8 năm 2020, luật sư do toà chỉ định của Spears là Samuel D. Ingham III, đã nộp hồ sơ toà án ghi lại mong muốn của Spears về việc thay đổi quyền bảo hộ theo nguyện vọng cũng như lối sống của cô, và chỉ định Montgomery làm người bảo hộ lâu dài của cô, và thay thế ông Jamie bằng một người được ủy thác làm người bảo quản tài sản của cô. Bốn ngày sau, Penny gia hạn thỏa thuận đã được thiết lập cho đến tháng 2 năm 2021. Vào tháng 11 năm 2020, Penny đã chấp thuận Bessemer Trust làm người đồng bảo quản tài sản của Spears cùng với Jamie. Tháng sau, Spears phát hành phiên bản cao cấp mới của Glory, bao gồm "Mood Ring" và các bài hát mới "Swimming in the Stars" và "Matches".
Vào tháng 2 năm 2021, một bộ phim tài liệu mang tựa đề Framing Britney Spears nói về sự nghiệp và quyền bảo hộ của Spears được chiếu trên đài FX. Spears sau đó đã tiết lộ cô đã xem một phần của bộ phim tài liệu và cô cảm thấy bị bẽ mặt vì nhận thức của cô đã được công chiếu rộng rãi và cô đã "khóc suốt hai tuần" sau buổi phát sóng đầu tiên. Tháng sau, Ingham đệ đơn yêu cầu thay thế vĩnh viễn ông Jamie bằng Montgomery làm người giám hộ cho Spears, trích dẫn lệnh năm 2014 cho rằng Spears không có đủ năng lực đồng ý điều trị y tế dưới bất kỳ hình thức nào.
Vào ngày 22 tháng 6 năm 2021, ngay trước khi Spears chuẩn bị phát biểu trước toà, The New York Times đã có được các tài liệu mật của toà án kể lại Spears đã nỗ lực trong nhiều năm để chấm dứt quyền bảo hộ của mình. Spears đã phát biểu trước toà vào ngày 23 tháng 6, gọi quyền bảo hộ là "sự bóc lột". Cô nói rằng cô đã nói dối bằng việc "cho cả thế giới biết rằng tôi vẫn ổn và tôi hạnh phúc", nhưng thực sự ra cô đã bị tổn thương và tức giận. Tuyên bố của toà án đã nhận được sự đưa tin rộng rãi của các phương tiện truyền thông và tạo ra hơn 1 triệu lượt chia sẻ trên Twitter, hơn 500.000 lượt tweet sử dụng thẻ #FreeBritney và hơn 150.000 lượt tweet có hashtag mới đề cập đến phiên toà, #BritneySpeaks.
Vào ngày 1 tháng 7, Bessemer Trust đã yêu cầu thẩm phán cho phép họ rút khỏi quyền bảo hộ, cho rằng họ đã bị lừa và đã tham gia vào một thoả thuận với nhấn kiến cho rằng quyền bảo hộ là tự nguyện. Cùng ngày hôm đó, các thượng nghị sĩ Elizabeth Warren và Bob Casey Jr. kêu gọi các cơ quan liên bang tăng cường giám sát hệ thống bảo hộ của đất nước. Người quản lý của Spears trong 25 năm, Larry Rudolph, đã từ chức vào ngày 6 tháng 7 vì "có ý định chính thức nghỉ hưu" và cùng ngày hôm đó, có thông tin cho rằng Ingham đã lên kế hoạch nộp hồ sơ lên toà án yêu cầu được bãi nhiệm. Trong phiên điều trần ngày 14 tháng 7, Thẩm phán Penny đã chấp thuận đơn từ chức của Bessemer Trust và Ingham. Toà án cũng chấp thuận yêu cầu của Spears về việc thuê luật sư Mathew S. Rosengart để đại diện cho cô. Rosengart đã thông báo với toà rằng ông sẽ làm việc để chấm dứt quyền bảo hộ. Cuối ngày hôm đó, Spears lần đầu tiên công khai ủng hộ phong trào #FreeBritney, sử dụng thẻ bắt đầu bằng # trong chú thích trên một bài đăng trên Instagram. Cô đề cập đến cảm giác "may mắn" sau khi nhận được "đại diện thực sự", ám chỉ quyết định của Thẩm phán Penny cho phép cô được tự lựa chọn luật sư cho riêng mình.
Vào ngày 26 tháng 7, Rosengart đã đệ đơn yêu cầu loại bỏ ông Jamie khỏi vị trí người bảo quản tài sản của Spears và thay thế ông bằng Jason Rubin, Kế toán viên công chứng (CPA) tại Certified Strategies Inc. ở Woodland Hills, California. Vào ngày 12 tháng 8, ông Jamie đồng ý từ chức người bảo hộ vào một ngày nào đó trong tương lai, và các luật sư của ông kể lại rằng ông muốn "một sự chuyển đổi có trật tự sang một người bảo hộ mới". Vào ngày 7 tháng 9, ông Jamie đã nộp đơn yêu cầu chấm dứt quyền bảo hộ. Năm ngày sau, Spears tuyên bố đính hôn với bạn trai lâu năm của mình, Sam Asghari, thông qua một bài đăng trên Instagram. Vào ngày 29 tháng 9, Thẩm phán Penny đã đình chỉ ông Jamie làm người bảo quản tài sản của Spears, và kế toán John Zabel sẽ tạm thời thay thế ông. Vào ngày 12 tháng 11, Thẩm phán Penny chấm dứt quyền bảo hộ.

### 2022–nay: Cuộc hôn nhân lần thứ ba, hợp tác trong âm nhạc, vàNgười đàn bà trong tôi
Vào tháng 4 năm 2022, cô thông báo mang thai cùng với Asghari, nhưng đã bị sảy vào tháng kế tiếp. Cặp đôi kết hôn vào ngày 9 tháng 6 tại nhà riêng của Spears ở Thousand Oaks, Los Angeles. Không ai nằm trong gia đình trực hệ của Spears (kể cả bố mẹ, em gái và anh trai cô) được mời; hai con trai của cô không tham dự. Người chồng đầu tiên của Spears là Jason Alexander đã cố phá đám cưới bằng cách trang bị dao, đột nhập vào nhà cô nhưng đã bị bắt giữ. Spears nhận được lệnh cấm ba năm đối với anh ta. Vào ngày 26 tháng 8, Spears và nhạc sĩ người Anh Elton John phát hành bài song ca "Hold Me Closer", đây là một phiên bản làm lại của đĩa đơn năm 1972 "Tiny Dancer" của John và đó cũng chính là lần phát hành sản phẩm âm nhạc đầu tiên của Spears sau khi kết thúc quyền bảo hộ. "Hold Me Closer" ra mắt ở vị trí thứ sáu trên bảng xếp hạng Billboard Hot 100 Hoa Kỳ, đem về cho Spears ca khúc top 10 thứ 14 và là ca khúc đạt thứ hạng cao nhất của cô tính từ "Scream & Shout" (2012). Nó còn được ra mắt ở vị trí thứ ba tại bảng xếp hạng UK Singles Chart, mang về cho Spears ca khúc top 10 thứ 24.
Kể từ khi chấm dứt quyền bảo hộ, cuộc sống cá nhân, sự hiện diện trên mạng xã hội và sức khoẻ tổng thể của Spears đã trở thành đề tài thu hút sự quan tâm mới của giới truyền thông và người hâm mộ, làm nảy sinh các thuyết âm mưu. Vào ngày 24 tháng 1 năm 2023, các đại biểu của văn phòng Cảnh sát trưởng quận Ventura đã thực hiện kiểm tra phúc lợi tại nơi ở của Spears sau khi nhận được nhiều cuộc gọi từ những người hâm mộ lo ngại khi chứng kiến Spears xoá tài khoản Instagram của chính mình. Người phát ngôn của cảnh sát tuyên bố Spears "đã an toàn và không gặp nguy hiểm." Spears đã lên tiếng về vấn đề này trên tài khoản Twitter, yêu cầu người hâm mộ tôn trọng quyền riêng tư của cô.
Spears và rapper will.i.am cho ra mắt đĩa đơn "Mind Your Business" vào ngày 21 tháng 7 năm 2023. Vào ngày 16 tháng 8, Spears và Asghari đã ly thân sau 14 tháng chung sống. Vào tháng 9 năm 2023, một cuộc kiểm tra phúc lợi bổ sung đã được tiến hành sau khi Spears đăng tải một video lên Instagram quay cảnh cô nhảy múa với dao. Đội an ninh của Spears đã báo với cảnh sát điều tra rằng không hề có mối đe dọa trực tiếp nào đến sự an toàn của cô và các cảnh sát đã rời đi. Spears cũng làm rõ rằng những con dao này không phải là hàng thật.
Vào tháng 2 năm 2022, Spears đã ký một hợp đồng xuất bản cuốn hồi ký trị giá 15 triệu đô la, và đây là một trong những hợp đồng bán sách lớn nhất mọi thời đại. Quyển hồi ký Người đàn bà trong tôi của Spears được phát hành vào ngày 24 tháng 10 năm 2023. Nội dung bên trong kể về hành trình trở thành người nổi tiếng của Spears, cùng với sự kiện truyền thông đại chúng, quyền bảo hộ và sự tự do mới tìm được của cô.

## Nghệ thuật

### Cảm hứng
Spears đã từng công khai ba nữ nghệ sĩ Madonna, Janet Jackson và Whitney Houston là niềm cảm hứng lớn của cô. Họ chính là những nghệ sĩ yêu thích nhất của cô khi còn nhỏ, và Spears sẵn sàng "hát theo bài hát của họ cả ngày lẫn đêm trong phòng khách [của cô]". Bài hát "I Have Nothing" của Houston là bài mà cô đã dùng để thử giọng, giúp cô nhận được bản hợp đồng thu âm với hãng đĩa Jive Records. Spears cũng nêu tên Mariah Carey là "một trong những lý do chính mà tôi bắt đầu đi theo con đường ca hát". Xuyên suốt sự nghiệp, Spears thường hay so sánh giữa Madonna và Jackson về mặt giọng ca, vũ đạo và trình diễn sân khấu. Theo như lời kể của Spears: "Tôi biết khi tôi còn nhỏ, tôi đã tôn thờ những người mà bạn biết đấy, chính là Janet Jackson và Madonna. Họ là niềm cảm hứng lớn của tôi, nhưng tôi cũng có bản sắc riêng và tôi biết mình là ai."
Trong quyển sách năm 2002 Madonnastyle của Carol Clerk có trích dẫn lời thoại của Spears: "Tôi luôn là fan lớn của Madonna từ khi còn nhỏ đến giờ. Cô ấy là người mà tôi thực sự rất tôn sùng. Tôi thực sự, thực sự rất thích được trở thành một huyền thoại như Madonna." Spears lấy dẫn chứng bài hát "That's the Way Love Goes" là cảm hứng cho bài "Touch of My Hand" nằm trong album In the Zone của cô, đồng thời nói rằng "Tôi thích so sánh nó với 'That's the Way Love Goes,' kiểu như một thứ gì đó của Janet Jackson." Cô cũng bảo rằng "Just Luv Me" nằm trong album Glory đã gợi nhắc cho cô đến "That's the Way Love Goes".
Lúc gặp gỡ Spears tận mặt, Janet Jackson thừa nhận: "Cô bé ấy nói chuyện với tôi, 'chị ơi, em là fan hâm mộ lớn của chị và em thực sự rất ngưỡng mộ chị.' Quả thực là một câu nói rất tâng bốc. Mọi người đều nhận cảm hứng từ một số nơi. Và thật tuyệt vời khi được thấy một người khác bước tới vừa nhảy múa vừa ca hát, và chứng kiến tất cả những đứa trẻ này có mối liên hệ với cô ấy như thế nào. Rất nhiều người chê bai điều đó nhưng những gì cô ấy làm chính là điều tích cực." Madonna cũng bàn về Spears trong tài liệu Britney: For the Record: "Tôi ngưỡng mộ tài năng của cô gái ấy khi làm nghệ sĩ... Có những khía cạnh về cô bé đã khiến tôi nhớ đến bản thân tôi khi mới bắt đầu sự nghiệp.". Spears cũng đã từng đề cập đến Michael Jackson, Mariah Carey, Sheryl Crow, Otis Redding, Shania Twain, Brandy, Beyoncé, Natalie Imbruglia, Cher, và Prince, cũng như những nghệ sĩ trẻ hơn chẳng hạn như Selena Gomez và Ariana Grande làm cảm hứng của chính mình.

### Phong cách âm nhạc
Spears là một nghệ sĩ nhạc pop chuyên về nhánh thể loại nhạc dance-pop. Ngay sau khi vừa mới ra mắt trước công chúng thì cô đã được ghi công là người hồi sinh cho nền nhạc teen pop vào cuối thập niên 1990. Cây bút Rob Sheffield của tờ tạp chí Rolling Stone có viết: "Spears vừa mang nguyên mẫu cổ điển của nữ hoàng nhạc rock & roll tuổi teen, búp bê dungaree, em bé thiên thần vừa phải tạo một cảnh diễn." Trong bài đánh giá của ...Baby One More Time, Stephen Thomas Erlewine của tờ báo AllMusic mô tả âm nhạc của Spears là một "sự hoà trộn giữa dance-pop mang hơi hướng rap và ballad mượt mà truyền cảm." Thông qua Oops!... I Did It Again, Spears có làm việc với một số nhà sản xuất thể loại R&B để tạo ra "một sự kết hợp giữa thể loại bubblegum, soul đô thị, và raga". Album phòng thu thứ ba của cô Britney bắt nguồn từ thể loại teen pop "nhịp điệu và du dương", nhưng được mô tả là "sắc nét hơn, cứng rắn hơn những gì trước đây", kết hợp các thể loại như R&B, disco và funk.
Spears còn khai thác và kết hợp chặt chẽ giữa các thể loại electropop và nhạc dance xuyên suốt các bản thu của cô, thậm chí tận dụng chất liệu urban đô thị và hip hop trong các album In the Zone và Blackout. In the Zone cũng được lấy tiên phong thử nghiệm với dòng nhạc Euro trance, reggae, và nhạc Trung Đông. Femme Fatale và Britney Jean thì nặng về thể loại nhạc điện tử. Còn album phòng thu thứ chín của Spears Glory thì lại mang tính chiết trung và mang tính thử nghiệm hơn so với tác phẩm đã phát hành trước đó của cô. Spears bình luận rằng "đã mất rất nhiều thời gian... thực sự khác biệt... có tới khoảng hai hoặc ba bài hát đi theo hướng thành thị hơn mà tôi đã muốn làm từ lâu rồi, nhưng tôi vẫn chưa thực sự làm xong được."
...Baby One More Time và Oops!... I Did It Again đi vào các chủ đề như tình yêu và các mối quan hệ theo quan điểm của thanh thiếu niên và được sự hưởng ứng nhiệt tình từ người đón nhận âm nhạc của Spears. Sau thành công vang dội về mặt thương mại của hai album phòng thu đầu tiên, nhóm của Spears và các nhà sản xuất từ đó muốn duy trì công thức đã đưa cô đứng đầu bảng xếp hạng. Tuy nhiên, Spears thì không hài lòng với chất âm và bối cảnh do hãng thu của cô đặt ra. Cô đồng sáng tác năm bài hát và chọn nhà sản xuất cho mỗi bài trong album phòng thu thứ ba Britney của cô, với lời bài hát thiên về trưởng thành, tình dục và khám phá khía cạnh bản thân. Yếu tố tình dục, khiêu vũ, tự do và tình yêu tiếp tục là chủ đề âm nhạc chính của Spears trong các album tiếp theo của cô. Album phòng thu thứ năm Blackout của cô chuyển sang bộc bạch về danh tiếng và sự giám sát của giới truyền thông, nằm gọn trong một bài hát "Piece of Me".
Người ta biết đến nhạc của Spears nhờ vào giai điệu bắt tai, dễ thuộc dễ nhớ. Phần mở đầu của đĩa đơn ra mắt sự nghiệp "...Baby One More Time" của cô là chuỗi lặp lại "Oh, baby baby", đã trở thành câu hát cửa miệng đầy biểu tượng của riêng Spears và từng bị đem ra làm chủ đề châm biếm trên truyền thông bởi nhiều nghệ sĩ như Nicole Scherzinger và Ariana Grande. Câu hát ấy đã được biến tấu dưới nhiều hình thức khác nhau trong suốt âm nhạc của cô, chẳng hạn như đơn giản là "baby" và "oh baby", cũng như tựa đề ca khúc Blackout, "Ooh Ooh Baby". Ở giai đoạn đầu sản xuất "...Baby One More Time", Barry Weiss có nhắc đến việc Spears bắt đầu câu cửa miệng từ cách nói ứng khẩu kỳ lạ của cô trong quá trình thu âm bài hát. Ông bình luận thêm: "Lúc đầu, chúng tôi nghe thực sự kỳ lạ. Thật kỳ lạ. Đó không phải là cách mà Max viết ra bài hát đó. Nhưng rất hiệu quả! Chúng tôi nghĩ đây có thể là một màn mở đầu thực sự tốt cho cô ấy." Câu mở đầu trong bài "Gimme More", "It's Britney, bitch" cũng đã trở thành cụm từ mở miệng thương hiệu khác của Spears. Ở bài đánh giá thoạt đầu của album Blackout cho rằng câu nói trên "chỉ đơn thuần là để buồn cười". Amy Roberts của tờ Bustle gọi đó là "một bước ngoặt văn hoá không thể xoá nhoà, biến khoảnh khắc điên cuồng và bối rối trong sự nghiệp của một siêu sao trở thành sức mạnh và quyền lực".

### Giọng hát
Spears là ca sĩ mang giọng soprano. Một số nguồn tin khác thì cho rằng cô có quãng giọng contralto. Trước khi đạt được thành công đột phá, người ta kể lại rằng Spears từng có giọng hát "trầm sâu hơn nhiều so với chất giọng đặc trưng rất dễ nhận biết của cô ngày nay." Eric Foster White khi ấy là người vừa làm việc với Spears trong album đầu tay ...Baby One More Time của cô, vừa được cho là đã "[định hình] giọng hát của cô trong suốt một tháng" một khi Spears đã ký hợp đồng với hãng thu Jive Records, dẫn đến "Britney độc lạ đến ngày nay, không thể nhầm lẫn đi đâu được". Rami Yacoub là người đồng sản xuất album đầu tay của Spears cùng với nhạc sĩ lời bài hát Max Martin từng nhận xét: "Tôi biết từ thời Denniz Pop và các sản xuất trước đó của Max, khi bọn tôi cùng làm các bài hát thì sẽ có một thứ liên quan đến giọng mũi. Đối với N' Sync và Backstreet Boys, chúng tôi đành phải đẩy giọng mũi giữa lên. Khi Britney làm chuyện đó, con bé có được chất giọng nghe cáu kỉnh lại còn quyến rũ."
Guy Blackman của tờ The Age viết rằng "Tuy nhiên, vấn đề ở Spears là những bài hát lớn nhất của cô ấy, cho dù được cứng nhắc tạo ra hay trau chuốt đến mức nào, vẫn luôn có sức thuyết phục nhờ sự truyền tải, sự cam kết và sự hiện diện của cô ấy. .... Spears đã thể hiện một cách hoàn hảo những thôi thúc trái ngược nhau của tuổi thiếu niên, sự căng thẳng giữa khiết tịnh và trải nghiệm tình dục, giữa chủ nghĩa khoái lạc và trách nhiệm, giữa sự tự tin và sự dễ bị tổn thương." Nhà sản xuất William Orbit từng làm việc cùng Spears trong album Britney Jean cho hay về giọng của cô: "[Britney] không nổi tiếng chỉ vì [cô ấy] trình diễn những buổi ca hát tuyệt vời; [cô ấy] trở nên như vậy bởi vì [giọng của cô ấy] rất độc đáo: bạn chỉ cần nghe hai từ thôi là bạn sẽ biết ai đang hát liền".
Spears luôn bị chỉ trích vì có sử dụng chỉnh giọng Auto-Tune và giọng ca của cô bị cho là "xử lý quá đà" trong các bài hát. Erlewine đã chỉ trích khả năng ca hát của Spears trong bài đánh giá về album Blackout của cô, cho rằng: "[Spears] chưa bao giờ là giọng ca vĩ đại nhất, giọng hát gầy gò của cô ấy đáng lý có thể đã bị loại bỏ ngay từ đầu trong sự nghiệp khi còn là một thiếu niên đang học đàn, nhưng gần một thập kỷ sau, giọng hát của cô ấy vẫn không khá khẩm hơn chút nào, ngay cả khi có các công cụ phòng thu để che giấu điểm yếu mà cô ấy có." Joan Anderman của tờ The Boston Globe công nhận "Spears nghe có vẻ như người máy, gần như không phải con người qua các bản thu của mình, do giọng của cô ấy được xử lý bằng bộ tổng hợp và bộ chuyển cao độ kỹ thuật số quá nhiều."
Kayla Upadhyaya của tờ The Michigan Daily cung cấp một luận điểm khác, bảo rằng: "Nhờ giọng ca auto-tune và bị chỉnh quá đà đó mà định hình được giọng ca của Spears khi làm ca sĩ, và trong âm nhạc của cô, auto-tune không phải là một mánh lới quảng cáo vì nó là một công cụ được sử dụng để làm nổi bật, bóp méo và đưa ra tiếng nói." Adam Markovitz của Entertainment Weekly khẳng định rằng "Spears không phải là một ca sĩ có kỹ thuật, điều đó là chắc chắn. Nhưng cô ấy được hỗ trợ bởi bức tường pound của Martin và Dr. Luke, giọng hát của cô ấy hoà quyện thành một sự kết hợp giữa tiếng thủ thỉ babytalk và tiếng coital thở hổn hển, theo cách đã được xử lý quá mức của riêng nó, cũng mang tính biểu tượng và hấp dẫn như tiếng yips của Michael Jackson hay tiếng gầm gừ của Eminem."

### Biểu diễn trên sân khấu và phim ảnh

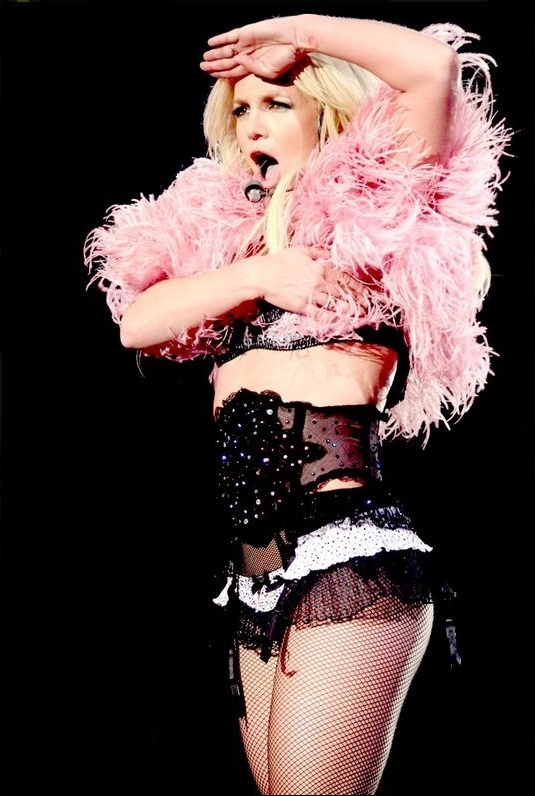
Spears biểu diễn ở chuyến lưu diễn The Circus Starring Britney Spears vào năm 2009

Spears nổi tiếng trước công chúng nhờ vào màn trình diễn hấp dẫn trên sân khấu của cô, đặc biệt là các động tác khiêu vũ phức tạp của Spears kết hợp "múa bụng và các động tác gợi tình nóng nảy" được cho là có ảnh hưởng từ "những màn khiêu vũ nặng nề" như Danity Kane và the Pussycat Dolls. Độc giả Rolling Stone đã bình chọn Spears là nhạc sĩ khiêu vũ được yêu thích thứ hai của họ. Ngoài ra, Spears còn được cho là nhút nhát hơn nhiều so với tính cách trên sân khấu của cô. Cô từng bảo rằng biểu diễn là "một sự tăng cường cho sự tự tin trong cô. Nó giống như một kiểu thay đổi bản ngã. Có thứ gì đó bật ra được, rồi tôi bước đi và biến thành một con người khác. Tôi nghĩ đó là một món quà [cho tôi] để có thể làm được điều đó." Màn trình diễn tại MTV Video Music Awards năm 2000, 2001 và 2003 của cô đã được ca ngợi, trong khi buổi biểu diễn vào năm 2007 thì bị nhà phê bình chỉ trích rộng rãi do cô "nhảy múa nhạt nhoà và miệng chỉ mấp máy vài chữ đôi lúc".Billboard gọi màn trình diễn "trở lại" năm 2016 của cô tại chương trình là "một nỗ lực hiệu quả nhưng không hoàn toàn huy hoàng để lấy lại vị thế siêu sao nhạc pop".
Sau chấn thương đầu gối và các vấn đề cá nhân, "kỹ năng trình diễn" và khả năng vũ đạo của Spears đã bị vấp phải chê bai. Serge F. Kovaleski của The New York Times đã đến xem chuyến lưu diễn cư trú ở Las Vegas vào 2016, tuyên bố: "Từng là một vũ công uyển chuyển tự nhiên thì ngày nay cô Spears có thể trông cứng đờ, thậm chí giống người máy, chỉ biết dựa vào những cánh tay khua khoắng và những bộ đồ hào nhoáng." Robin Leach của Las Vegas Sun dường như ấn tượng trước sự cố gắng của Spears trong buổi hoà nhạc và cho rằng cô đã mang đến một "màn trình diễn hoàn hảo" trong đêm khai mạc chương trình lưu trú.
Một vấn đề tranh cãi khác ở Spears đã diễn ra suốt nhiều năm liền, đó chính là Spears hay bị bắt gặp hát nhép gần như xuyên suốt các buổi biểu diễn trực tiếp, và cô thường phải nhận chỉ trích từ các nhà phê bình âm nhạc và người đi dự buổi hoà nhạc. Một số người khác thì cho rằng mặc dù Spears "nhận được nhiều hỗ trợ âm thanh bên cánh gà" nhưng cô "không hề thực sự hát nhép" trong các buổi trực tiếp. Vào năm 2016, Sabrina Weiss của Refinery29 bảo rằng chuyện Spears hát nhép đã là một "chuyện xưa rồi và chẳng còn xa lạ gì nữa." Càng về sau thì sự phổ biến của hát nhép ngày càng lớn, Los Angeles Daily News đặt vấn đề: "Trong bối cảnh buổi hoà nhạc của Britney Spears, điều đó có thực sự quan trọng không?... bạn [chỉ] xem cảnh tượng có phần lố bịch trong đó". Bản thân Spears đã từng lên tiếng về chủ đề này, cô phân trần: "Tôi rất vui vì bạn nhấn mạnh tới câu hỏi này. Thực sự rất khôi hài. Nhiều người nghĩ rằng tôi không hát live. Bởi vì tôi phải nhảy rất nhiều nên tôi có thu âm trước một ít nhưng trên sân khấu có cả giọng thật tôi hát lẫn giọng thu âm. Bạn có biết là tôi rất bực mình bởi cùng một lúc tôi phải nhảy hết sức và phải hát mà không ai thừa nhận sự vất vả đó của tôi cả". Người quản lý tour diễn của Britney Spears, Adam Leber cũng từng lên tiếng bênh vực cho Spears trên tờ Medium: "Để hoàn thiện một chương trình, việc hát toàn bộ thời gian là rất khó. Về cơ bản thì cô ấy vẫn hát được tất cả các bài nếu như chỉ đứng hát. Nhưng liệu bạn có thể nhảy trong suốt 90 phút và hát trọn vẹn thời gian đó hay không".
Năm 2012, VH1 xếp Spears là Người phụ nữ vĩ đại thứ tư của Kỷ nguyên Video, trong khi Billboard đã xếp cô là tám Nghệ sĩ video âm nhạc vĩ đại nhất mọi thời đại vào năm 2020 với lý giải: "Cốt truyện, điệu nhảy, trang phục. Ngay từ đầu, công chúa nhạc pop đã khẳng định chiều dài sáng tạo của mình bằng một số video đáng nhớ nhất trong ba thập kỷ qua." Spears đã được ghi nhận là người tiên phong cho công việc quay phim thời kỳ đầu trong sự nghiệp của mình. Cô đã lên ý tưởng về "mô típ nữ sinh Công giáo mang tính biểu tượng và hoạt náo viên" trong video "...Baby One More Time" và từ chối ý tưởng video hoạt hình. Spears cũng đã ghi hình video "Oops!... I Did It Again" và "lấy vũ đạo làm trung tâm thay vì tập trung vào không gian như nhà sản xuất của cô đề xuất". Cô cũng sử dụng trực giác của vũ công để giúp chọn nhịp cho mỗi bản nhạc.

## Hình tượng công chúng

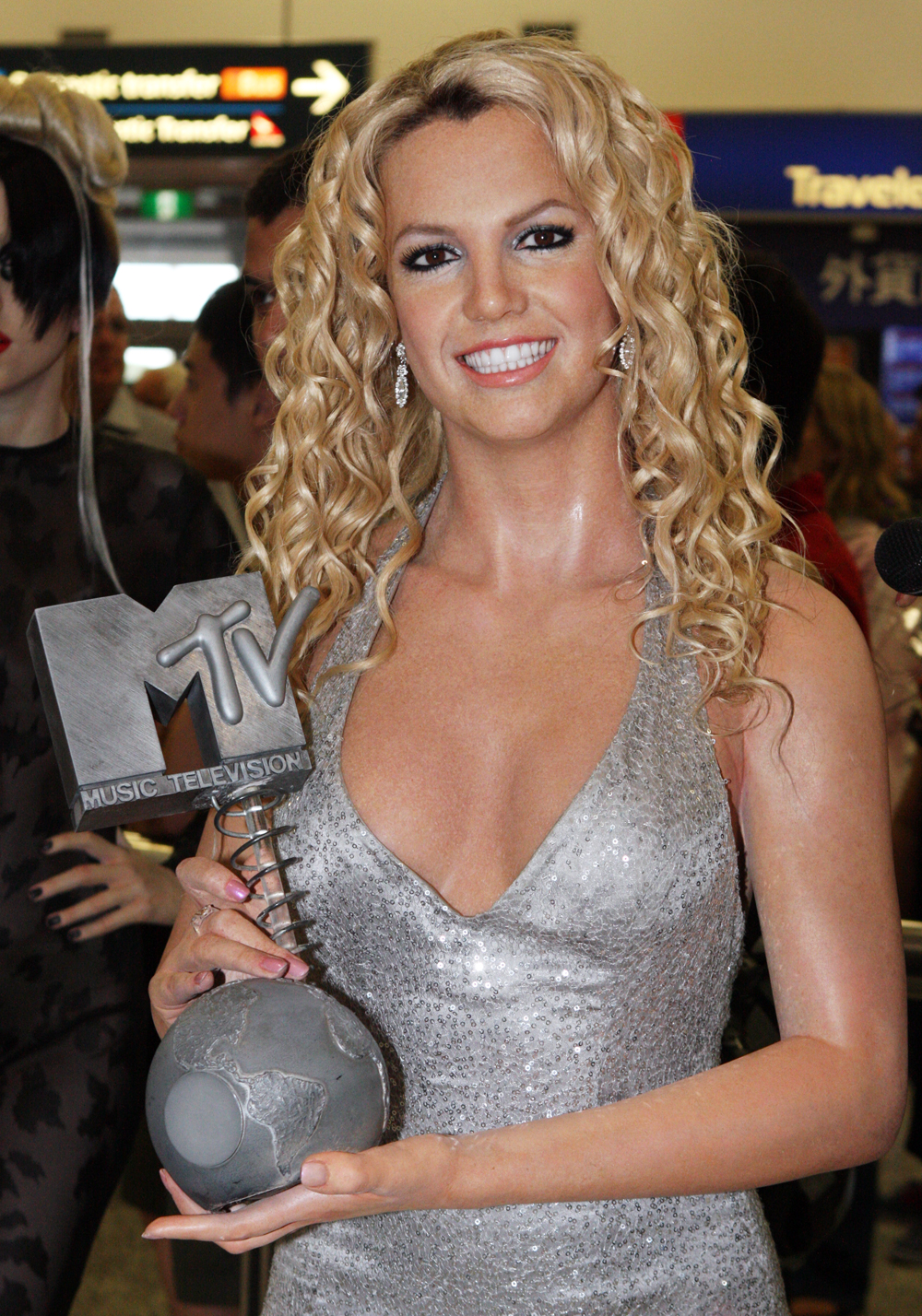
Tượng sáp của Spears được trưng bày tại Madame Tussauds ở Luân Đôn

Sau khi bắt đầu sự nghiệp âm nhạc với ca khúc ...Baby One More Time, Spears được gắn mác là một thần tượng teen, và Rolling Stone từng mô tả cô là "hình mẫu mới nhất của một sản phẩm cổ điển: ngôi sao nhạc pop không có dây thần kinh thực hiện nhiệm vụ của mình với sự quyến rũ của người mẫu tạp kỹ và người phát ngôn." Trang bìa tạp chí Rolling Stone in vào tháng 4 năm 1999 có giới thiệu hình ảnh Spears nằm trên giường, mặc áo hở ngực để lộ áo lót và quần đùi trong khi tay thì đang ôm một con Teletubby. Hiệp hội Gia đình Mỹ (AFA) bày tỏ bất bình, ví bức chụp ảnh ấy là "sự kết hợp đáng lo ngại giữa sự ngây thơ thời thơ ấu và tình dục người lớn" và kêu gọi "Những người Mỹ yêu Chúa xin hãy tẩy chay các cửa hàng bán album của Britney." Spears phản bác: "Có chuyện gì mà phải ồn ào dữ vậy? Tôi còn có đạo đức tốt kia mà. ... Tôi sẽ làm lại thêm nữa. Tôi nghĩ những bức ảnh vẫn ổn. Và tôi cảm thấy mệt mỏi khi bị đem ra so sánh với Debbie Gibson và tất cả những thứ kẹo cao su thổi bong bóng này miết." Cách đó không lâu, Spears đã tuyên bố công khai rằng cô sẽ kiêng cữ cho đến khi kết hôn.
Những lời chỉ trích thoạt đầu đối với Spears đều theo chiều hướng cho rằng cô là một ngôi sao nhạc pop được sản xuất, là một sản phẩm của một nhà máy sáng tác nhạc người Thụy Điển không liên quan thực sự đến âm nhạc hay tính cách của cô. Biên tập viên Constance Grady của Vox đánh giá những sự việc ấy là đã tồn tại từ từ lúc Spears ra mắt với công chúng vào cuối những năm 1990 khi âm nhạc vẫn còn bị thống trị bởi chủ nghĩa rock, và giải thưởng thì vẫn đang còn mang "cái gọi là tính chân thực và sự gai góc của nhạc rock hơn tất cả". Chính thứ nhạc pop mượt mà và hấp dẫn của Spears là sự xúc phạm đến sự nhạy cảm của những người theo chủ nghĩa nhạc rock và việc phỉ báng Spears giả tạo là một cách dễ dàng để loại bỏ cô. Ron Levy của Rolling Stone lên tiếng: "Tôi phải nói cho mọi người biết, nếu công ty thu âm có thể tạo ra nhiều hơn một Britney Spears thì họ đã làm và họ đã cố gắng từ lâu rồi!"
Billboard cho rằng vào thời điểm Spears phát hành album thứ hai Oops!... I Did It Again, "Có một sự thay đổi xảy ra trong cả âm nhạc và hình ảnh trước công chúng của cô ấy: Cô ấy sắc sảo hơn, quyến rũ hơn và ca từ mang phong cách trưởng thành hơn, tạo tiền đề cho Britney năm 2001 để lột bỏ làn da ngây thơ và đưa cô ấy bước vào tuổi trưởng thành." Đĩa đơn chủ đạo và video âm nhạc "I'm a Slave 4 U" của Britney cũng được cho là đã khiến Spears xa rời hình ảnh "ngôi sao kẹo cao su lành mạnh" trước đây. Stephen Thomas Erlewine của AllMusic nhấn mạnh, "Nếu như album Britney năm 2021 là một album chuyển tiếp tại thời điểm Spears không phải là một cô bé và chưa phải là một người phụ nữ thì album kế tiếp vào năm 2003 In the Zone chính là lúc cô ấy cuối cùng cũng đã hoàn tất cuộc hành trình và hoá thành Britney, một người phụ nữ trưởng thành." Erlewine ví Spears với ca sĩ đồng nghiệp Christina Aguilera, giải thích rằng cả hai đều đánh đồng "sự trưởng thành với tình dục rõ ràng và âm thanh đập thình thịch của hộp đêm". Brittany Spanos của tờ LA Weekly nói rằng Spears "đặt tiêu chuẩn cho quá trình chuyển đổi 'tuổi trưởng thành' mà các ngôi sao nhạc pop tuổi teen thường phải vật lộn lấy".
Trong giai đoạn giữa năm 2006 và năm 2008, hành vi thất thường và các vấn đề cá nhân của Spears đã được công bố rộng rãi, ảnh hưởng nặng nề đến cả sự nghiệp và hình tượng trong mắt công chúng của Spears. Erlewine đã suy ngẫm về giai đoạn này của cuộc đời Spears, nói rằng "mỗi thảm hoạ mới [đã] loại bỏ mọi vẻ gợi cảm còn sót lại trong hình ảnh trước công chúng của cô ấy". Trong bài viết năm 2008 của tờ Rolling Stone, Vanessa Grigoriadis mô tả các vấn đề cá nhân được công bố rộng rãi của Spears là "sự sụp đổ công khai nhất so với bất kỳ ngôi sao nào trong lịch sử". Spears sau đó đã nhận được sự chú ý của giới truyền thông; Billboard cho rằng màn tái xuất của cô tại MTV Video Music Awards 2008 "là một hình ảnh về sự chuyên nghiệp và đĩnh đạc" sau màn trình diễn "thảm hoạ" năm ngoái, trong khi Business Insider đã đăng một bài báo về việc cô đã "mất kiểm soát cuộc sống của mình;... và sau đó đã trở lại sự nghiệp một cách đáng kinh ngạc". Spears sau đó đã suy ngẫm về giai đoạn thăng trầm này: "Tôi nghĩ tôi phải cho bản thân mình có nhiều bước đột phá hơn trong sự nghiệp và chịu trách nhiệm về sức khoẻ tinh thần của mình... Tôi biết tôi đã lạc lối và không biết phải làm gì với chính mình. Tôi đang cố gắng làm hài lòng mọi người xung quanh vì đó chính là con người sâu thẳm bên trong tôi. Có những lúc tôi nhìn lại và nghĩ: 'Mình đã nghĩ cái quái gì thế này?'"
Vào tháng 9 năm 2002, Spears được xếp ở vị trí thứ tám trong danh sách 100 nghệ sĩ quyến rũ nhất của VH1. Cô được xếp ở vị trí số một trong danh sách 100 phụ nữ quyến rũ nhất thế giới của "FHM" năm 2004. và vào tháng 12 năm 2012, Complex xếp cô thứ 12 trong danh sách 100 nữ ca sĩ nóng bỏng nhất mọi thời đại. Spears thẳng thắn nhận xét về hình ảnh được coi là biểu tượng tình dục của mình, cô nói: "Khi tôi ở trên sân khấu, đó là lúc tôi làm việc của mình và đến đó và trở thành như vậy — và nó rất vui. Thật phấn khởi khi trở thành một thứ gì đó không phải là bạn. Và mọi người có xu hướng tin vào điều đó." Vào năm 2003, People tạp chí đã vinh danh cô là một trong 50 người đẹp nhất.
Spears được phong là biểu tượng của đồng tính nam và được trao tặng giải thưởng GLAAD Vanguard Award năm 2018 tại buổi lễ GLAAD Media Awards nhờ vào vai trò của cô trong việc "thúc đẩy sự chấp nhận của cộng đồng LGBTQ". Spears nhắc đến "lòng trung thành không lay chuyển" và "không phán xét" của những người hâm mộ LGBTQ của cô trong Những bức thư tình gửi cộng đồng LGBTQ của "Billboard" qua bài phát biểu: "Những câu chuyện của bạn là nguồn cảm hứng cho tôi, mang lại cho tôi niềm vui và khiến tôi và các con trai tôi cố gắng trở thành những người tốt hơn". Manuel Betancourt của tạp chí Vice đã viết về "sự tôn thờ đồng tính", đặc biệt là những người đồng tính nam với Spears, và nói rằng, "Trong khi các biểu tượng đồng tính khác thể hiện sự tự chủ, khả năng phục hồi mong manh của Spears đã khiến cô ấy trở thành một hình mẫu thậm chí còn hấp dẫn hơn, gần gũi với Judy Garland hơn cả Lady Gaga... cô ấy là một quả cầu gương lấp lánh, một hình ảnh phản chiếu đứt gãy của những người đàn ông trên sàn nhảy trở lại chính họ." Ben Appel của tờ HuffPost cho rằng, "vị thế biểu tượng đồng tính của Spears là nhờ sự gợi cảm giống Monroe "hơi quá/không đến nỗi ngây thơ của cô", bản chất ngọt ngào gần như nhân hậu của Spears, những bài hát pop cơ bản nhưng gây nghiện, những bước nhảy của cô cùng với sự trở lại như phượng hoàng tắt lửa của cô sau một loạt các cuộc khủng hoảng về sức khoẻ tâm thần và sự dịu dàng không thể nhầm lẫn của cô. Britney là một người mang phong cách camp, cô là một tấm thời trang, một con búp bê và là một drag queen."
Kể từ những năm đầu xuất hiện trước công chúng, Spears đã trở thành gương mặt thường xuyên của các tờ báo lá cải và là mục tiêu của các tay săn ảnh. Steve Huey của AllMusic nhận xét rằng "trong số các nữ ca sĩ dưới thời đại [của Spears]... sức mạnh ngôi sao nổi tiếng của cô chỉ có thể sánh ngang với Jennifer Lopez." 'Britney Spears' là cụm từ tìm kiếm phổ biến nhất trên Yahoo! từ năm 2005 đến năm 2008 và đã tồn tại tổng cộng bảy năm khác nhau. Spears được vinh danh là Người được tìm kiếm nhiều nhất trong sách Kỷ lục Guinness thế giới ấn bản năm 2007 và 2009. Sau đó cô được mệnh danh là người được tìm kiếm nhiều nhất trong thập kỷ 2000–2009.
Spears là người của công chúng "chưa bao giờ nổi tiếng với người hâm mộ nhờ vào việc trở thành một người nghệ sĩ giải trí tích cực, tận tâm hoặc thậm chí có nhận thức về chính trị." Trong một cuộc phỏng vấn năm 2003 với Tucker Carlson, cô bình luận về tổng thống Mỹ George W. Bush và vụ chiến tranh Iraq, nói rằng "chúng ta chỉ nên tin tưởng vào tổng thống của mình trong mọi quyết định mà ông ấy đưa ra... và trung thành với những gì xảy ra". Michael Moore đã đưa đoạn phim về câu trả lời của Spears vào bộ phim tài liệu "chống Bush" Fahrenheit 9/11 của anh. Theo như James Frazier của tờ The Washington Times đã giới thiệu cô "là một ví dụ về một người Mỹ ngây thơ tin tưởng một cách mù quáng vào một tổng tư lệnh không trung thực" và thúc đẩy "huyền thoại đô thị" về một Spears "bảo thủ". Frazier cũng nói rằng "một số quan điểm mà cô đảm nhận khó có thể được coi là bảo thủ", chẳng hạn như ủng hộ hôn nhân đồng giới. Năm 2016, Spears đăng ảnh cuộc gặp với Hillary Clinton trên mạng xã hội. Cô mô tả Clinton là "nguồn cảm hứng và tiếng nói tuyệt vời cho phụ nữ trên toàn thế giới".
Vào tháng 12 năm 2017, Spears đã công khai ủng hộ đạo luật DREAM sau thông báo Donald Trump sẽ chấm dứt chính sách DACA, vốn trước đây cho cấp những người nhập cư không có giấy tờ hợp lệ đến với đất nước này khi còn là trẻ vị thành niên một thời gian gia hạn hai năm hoãn bị trục xuất. Cô đã đăng một bức ảnh của mình lên mạng xã hội mặc một chiếc áo phông đen có dòng chữ "We Are All Dreamers" bằng chữ màu trắng. Chú thích của bài đăng là "Hãy yêu cầu Quốc hội thông qua #DreamAct".
Năm 2020, giữa bối cảnh đại dịch COVID-19, Spears đã đăng một hình ảnh lên Instagram và viết: "Trong thời gian bị cô lập... Chúng ta sẽ nuôi sống lẫn nhau, phân phối lại của cải và đình công. Chúng ta sẽ hiểu tầm quan trọng của chính mình từ những nơi chúng ta phải ở", cùng với ba biểu tượng emoji bông hồng "thường được sử dụng bởi các nhà xã hội dân chủ Hoa Kỳ". Sau đó, cô lên tiếng ủng hộ phong trào Black Lives Matter và các cuộc biểu tình vụ sát hại George Floyd, chia sẻ: "Trái tim tôi tan vỡ vì những người bạn của tôi trong cộng đồng da đen... và vì mọi thứ đang diễn ra ở đất nước chúng ta. Ngay bây giờ, tôi nghĩ tất cả chúng ta nên làm những gì có thể để lắng nghe, học hỏi, làm tốt hơn và sử dụng tiếng nói của mình cho mục đích tốt."
Vào ngày 15 tháng 9 năm 2021, Spears được vinh danh là một trong số 100 người ảnh hưởng nhất của năm 2021 bởi tạp chí Time. Vài ngày trước khi danh sách biên tập viên được công bố, Spears được độc giả xếp đầu danh sách bình chọn những nhân vật nào nên được đưa vào danh sách 100 Time hàng năm. Chính vì Spears được coi là biểu tượng của năm 2021 nên các biên tập viên đã nhấn mạnh tác động của cuộc chiến chống lại quyền bảo hộ của cô cũng như của phong trào #FreeBritney. Vào tháng 10 năm 2021, Spears cảm ơn người hâm mộ của cô và phong trào #FreeBritney vì đã giải thoát cô khỏi quyền bảo hộ.

## Di sản

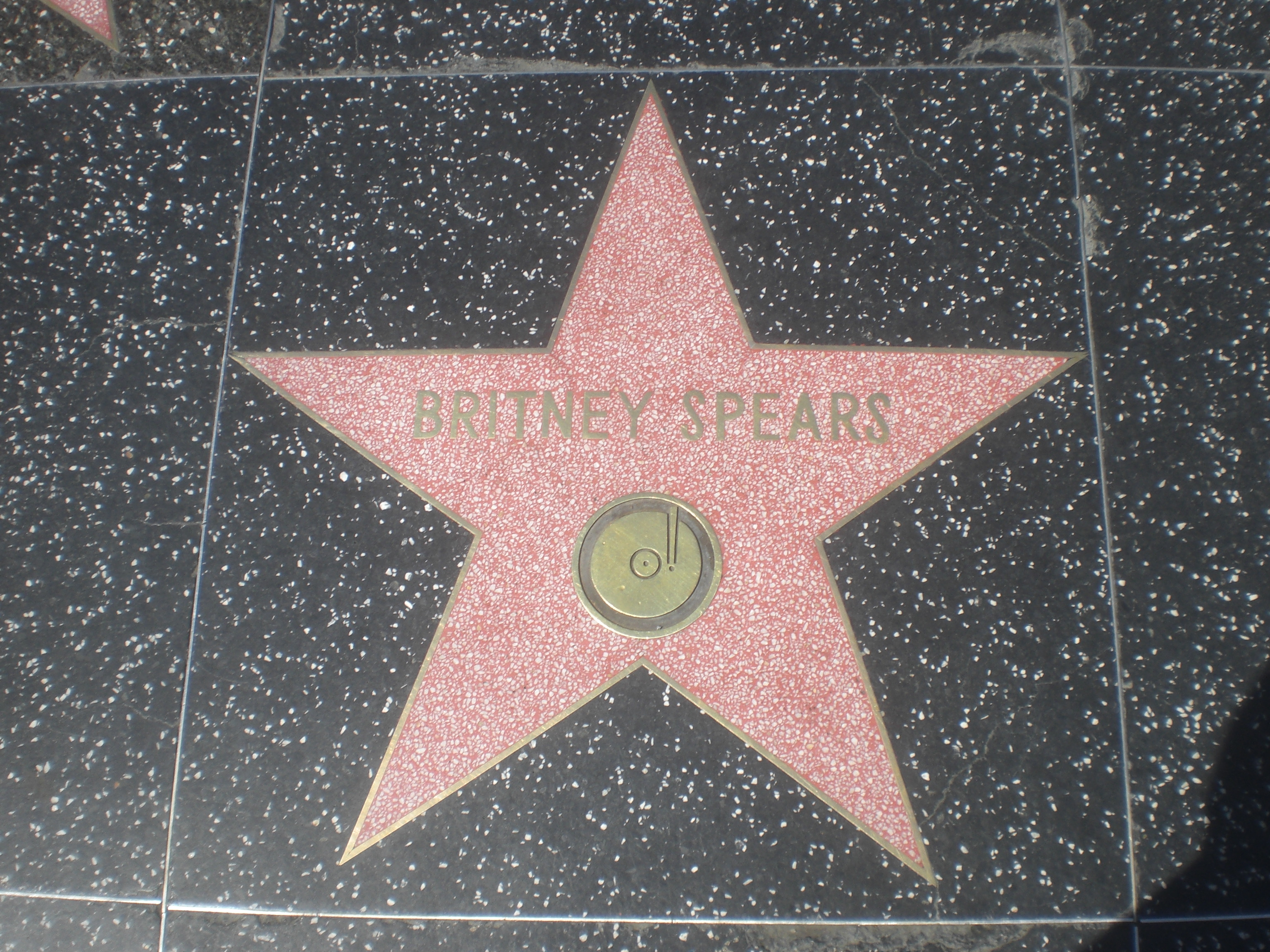
Ngôi sao của Spears trên Đại lộ Danh vọng Hollywood

Spears đã trở thành một biểu tượng văn hóa pop quốc tế ngay sau khi bắt đầu sự nghiệp âm nhạc của mình. Tạp chí Rolling Stone đã miêu tả Spears như là "Một trong những giọng ca nữ gây nhiều tranh cãi và thành công nhất của thế kỷ XXI," và cô "đã thúc đẩy sự hồi sinh của dòng nhạc teen pop."
Spears được biết đến với những màn trình diễn và những video ca nhạc mang tính biểu tượng. Video ca nhạc cho đĩa đơn đầu tay của cô, "...Baby One More Time", đã được xếp hạng nhất trong chương trình Final Countdown của Total Request Live như là video ca nhạc mang tính biểu tượng nhất. Tại Giải Video âm nhạc của MTV năm 2000, trước khi trình diễn "Oops!... I Did It Again", nữ ca sĩ xuất hiện phía sau màn hình lớn, và bước xuống cầu thang xoắn ốc và bắt đầu trình diễn "(I Can't Get No) Satisfaction", mặc một bộ tuxedo. Sau khi thực hiện một đoạn ngắn của bài hát, cô đã xé bỏ bộ tuxedo, để lộ bộ trang phục màu da gợi cảm. Năm tiếp theo, Spears biểu diễn đĩa đơn "I'm a Slave 4 U". Jocelyn Vena của MTV đã tổng kết màn trình diễn, nói rằng, "mang trên mình một con trăn trắng và trườn quanh một khu vườn ẩm ướt - được bao quanh bởi các vũ công trong trang phục ngựa vằn và hổ - Spears đã tạo ra một trong những hình ảnh ấn tượng nhất trong lịch sử 27 năm của lễ trao giải."
Cô cũng song ca "The Way You Make Me Feel" với ca sĩ nhạc pop Michael Jackson trong buổi hòa nhạc kỷ niệm 30 năm ca hát của ông vài ngày trước đó. Tại buổi lễ khai mạc của Giải Video âm nhạc của MTV năm 2003 vào ngày 28 tháng 8 năm 2003, Spears tham gia trình diễn một tiết mục với Madonna, Christina Aguilera và Missy Elliott. Trong màn trình diễn, Madonna đã hôn môi Spears và Aguilera trên sân khấu. Nụ hôn giữa Spears và Madonna đã tạo nên những phản ứng mạnh mẽ từ giới truyền thông. Màn trình diễn này được liệt kê bởi tạp chí Blender như là một trong 25 khoảnh khắc âm nhạc gợi cảm nhất trong lịch sử truyền hình. MTV đã liệt kê nó như là khoảnh khắc mở màn số một trong lịch sử Giải Video âm nhạc của MTV.
Barbara Ellen của The Observer đã viết: "Spears là một trong những ngôi sao nhạc thiếu niên 'già nhất' đã từng sản sinh, khi cô gần như lão làng nếu chỉ bàn về đam mê và khả năng làm chủ sân khấu. Nhiều người 19 tuổi thậm chí còn chưa bắt đầu làm việc, trong khi Britney, cựu thành viên của Mickey Mouse, là một cô gái có sức lan tỏa nhất trong các hiện tượng Mỹ - một đứa trẻ có nghề nghiệp toàn thời gian. Trong khi các cô gái khác đang treo poster lên tường, Britney đã trở thành tấm poster trên tường. Trong khi những đứa trẻ khác phát triển theo tốc độ riêng của họ, Britney đã phát triển với tốc độ của ngành công nghiệp giải trí cạnh tranh khốc liệt tại Mỹ."
Spears đã được trích dẫn như là nguồn cảm hứng âm nhạc bởi nhiều nghệ sĩ đương đại. Nhân vật của Gwyneth Paltrow trong bộ phim năm 2010 Country Strong được lấy cảm hứng từ quá trình khủng hoảng trong cuộc sống của nữ ca sĩ. Theo đạo diễn của bộ phim Shana Fest, "đó là nơi bộ phim này bắt đầu, tôi đã nhìn thấy những gì đang diễn ra trên các phương tiện truyền thông liên quan tới Britney Spears. Tôi nghĩ rằng thật bi thảm khi chúng ta đối xử với những người đã cho chúng ta rất nhiều, và chúng ta rất thích xem họ gục ngã để gầy dựng lại họ, và rồi khiến họ gục ngã một lần nữa." Nicki Minaj đã trích dẫn Spears như là nguồn cảm hứng chính cho sự nghiệp của cô, và bình luận, "thực tế là sự trở lại cô ấy với đầy sự nhiệt huyết đã tạo nên rất nhiều cảm hứng cho tôi, và nó truyền cảm hứng cho những phụ nữ trẻ và mọi người trên toàn thế giới. Rất nhiều người hâm mộ của tôi cảm thấy rằng họ là những người yếu thế và chưa bao giờ được xã hội chấp nhận chính con người họ, hoặc bị chê cười hay trêu chọc. Nhưng chỉ cần bạn là chính mình dù là bất cứ chuyện gì, mọi người có thể không thích bạn, mọi người không thể yêu bạn, nhưng họ sẽ phải tôn trọng bạn vào cuối ngày và sự tôn trọng đó là tất cả của vấn đề."
Lana Del Rey nói: "Tôi không thực sự quan tâm đến hàng tá những nghệ sĩ nữ, nhưng có điều gì đó ở Britney đã thu hút tôi - cách cô ấy hát và cách cô ấy nhìn." Del Rey cũng tiết lộ rằng video ca nhạc cho "Toxic" đã truyền nên cảm hứng cho cô. Tại Giải Video âm nhạc của MTV năm 2011, Lady Gaga nói rằng Spears "đã dạy chúng tôi làm thế nào để không sợ hãi, và ngành công nghiệp sẽ không như thế này nếu không có cô ấy." Gaga cũng trích dẫn Spears như là một nguồn cảm hứng, và gọi cô là "nghệ sĩ khiêu khích nhất trong thời đại của tôi". Miley Cyrus đã liệt kê Spears như là nghệ sĩ có tầm ảnh hưởng lớn nhất với cô, và đề cập tên nữ ca sĩ trong bản hit của cô "Party in the U.S.A." (2009). Những khủng hoảng trong đời sống cá nhân của Spears cũng được trích dẫn như là nguồn cảm hứng cho album 15 Minutes của Barry Manilow.

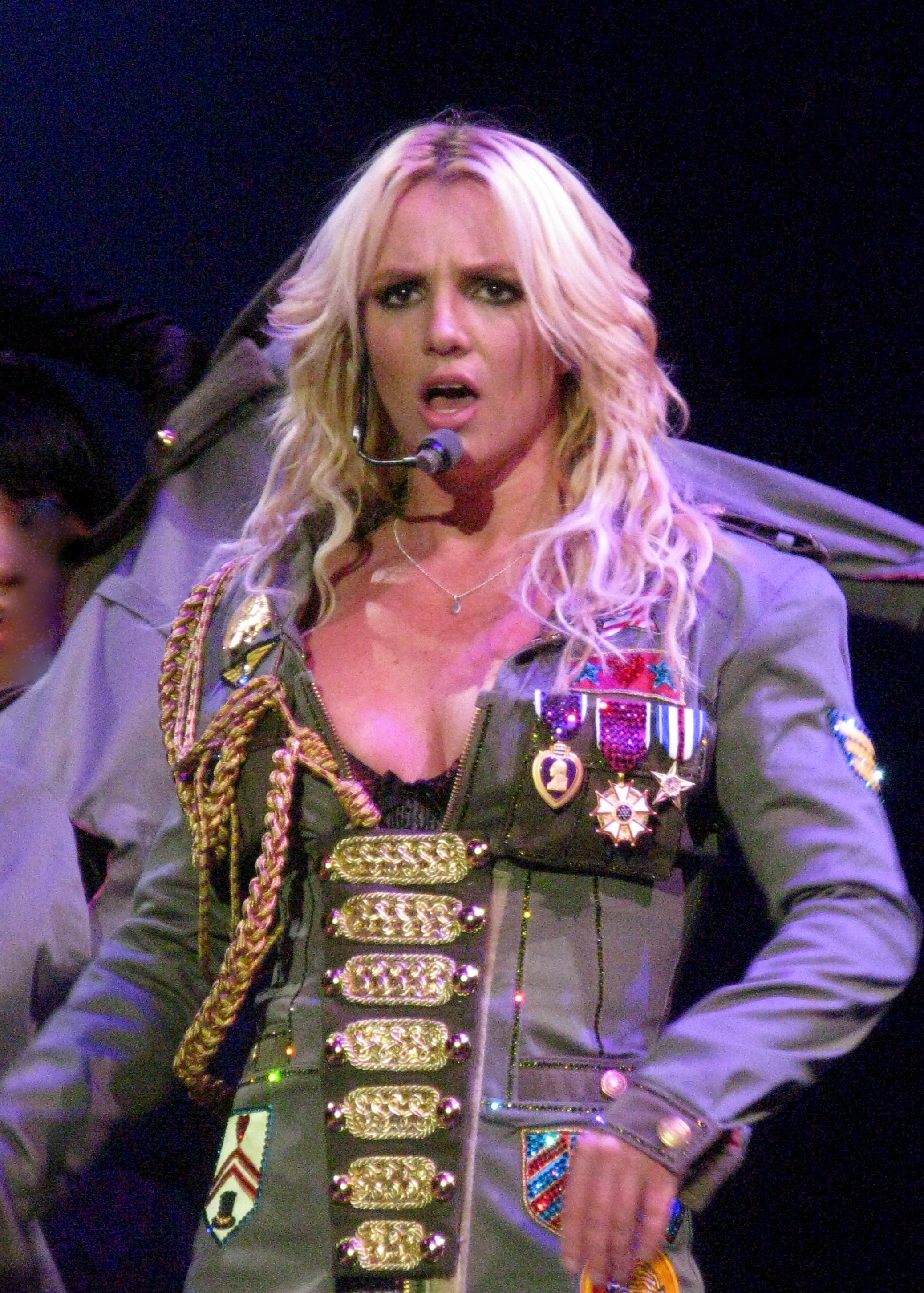
Spears trình diễn vào ngày 5 tháng 3 năm 2009

Spears cũng đã ảnh hưởng đến nhiều nghệ sĩ đương đại khác, bao gồm Katy Perry, Meghan Trainor, Demi Lovato, Kelly Key, Kristinia DeBarge, Little Boots, Charli XCX, Marina and the Diamonds, Tegan and Sara, Pixie Lott, Grimes, Selena Gomez, Hailee Steinfeld, Tinashe, Victoria Justice, Cassie, và The Saturdays. Fergie của The Black Eyed Peas tiết lộ với The Hollywood Reporter rằng cô cảm thấy vui với sự trở lại của Spears trong ngành công nghiệp âm nhạc và tiếp tục, "Thật là tuyệt vời, trong nhiều năm hoạt động, và với mọi thứ cô ấy đã trải qua, thật tuyệt vời khi thấy cô ấy thực hiện một sự trở lại khổng lồ này. Thực sự, đó là một điều tuyệt vời." Simon Cowell giải thích rằng anh "bị cuốn hút bởi [Britney]. Thực tế cô là một trong những người được bàn luận nhiều nhất - không chỉ các ngôi sao nhạc pop - mà còn cả thế giới hiện nay, có nghĩa là bạn đã có được ngôi sao quyền lực này. [...] Cô ấy vẫn nổi tiếng, cô ấy vẫn đạt được những thành tích và cô ấy vẫn còn tranh cãi, và có một lý do cho điều đó." Jessica Jung và Hyoyeon của nhóm nhạc nữ Hàn Quốc Girls' Generation cũng được so sánh với Spears, do mái tóc vàng của họ và khả năng của Hyoyeon như là một vũ công.
Marina and the Diamonds đã gọi Spears là nguồn cảm hứng chính cho album của cô Electra Heart, nói rằng "Tôi nghĩ rằng mọi người đang nghĩ tôi đã đùa về việc này trong một thời gian dài. Nhưng khi tôi còn là thiếu niên, có một mối liên hệ thực sự với cô gái ngọt ngào này, người cũng có khía cạnh về tình dục mà mọi người không thực sự muốn chấp nhận [...] Britney thực sự rất thông minh." Diamandis cũng tiết lộ rằng Spears là người có ảnh hưởng chính đến cô khi nói đến nền văn hoá đại chúng và Spears là một trong những người cô mong ước được trở thành khi lớn lên.
Spears đã có tầm ảnh hưởng trực tiếp đến những tác phẩm của ca sĩ Porcelain Black sau khi âm nhạc của Spears tác động đến cô khi còn nhỏ. Black mô tả âm nhạc của cô như là "một đứa trẻ xuất phát từ mối tình" giữa Marilyn Manson và Spears. Bebo Norman đã viết một bài hát về Spears, được gọi là "Britney", được phát hành dưới dạng đĩa đơn. Ban nhạc nam Busted cũng đã viết một bài hát về Spears mang tên "Britney", nằm trong album đầu tay của họ. Nữ ca sĩ Hàn Quốc, BoA cũng đã thể hiện tình yêu và tầm ảnh hưởng của Spears đối với cô. Họ gặp gỡ nhau lần đầu tiên vào năm 2003, khi Spears đang quảng bá cho In The Zone, và Spears đã viết lời cho bài hát "Look Who's Talking" trích từ album tiếng Anh đầu tay mang chính tên của BoA. Phiên bản được trình bày bởi Spears đã bị rò rỉ vào năm 2012. Spears cũng thường xuyên tham gia vào Ngày tinh thần để chống lại việc bắt nạt giới trẻ LGBTQ và nạn bắt nạt.
Tạp chí People và MTV thông tin rằng vào ngày 1 tháng 10 năm 2008, Trường trung học John Philip Sousa của Bronx, đã đặt tên phòng thu âm nhạc của họ để tôn vinh Britney Spears. Bản thân Spears cũng đã góp mặt trong buổi lễ và giành tặng 10.000 đô-la cho chương trình âm nhạc của trường.

## Thành tựu
Cô được liệt kê bởi Sách Kỷ lục Guinness với việc sở hữu "Album bán chạy nhất của một nghệ sĩ hát đơn tuổi vị thành niên" khi album đầu tay của cô ...Baby One More Time đã bán được hơn 13 triệu bản tại Hoa Kỳ. Melissa Ruggieri của Richmond Times-Dispatch đã phát biểu: "Cô được ghi nhận là nghệ sĩ tuổi thiếu niên bán chạy nhất. Trước khi cô ấy tròn 20 tuổi vào năm 2001, Spears đã bán được hơn 37 triệu album trên toàn thế giới." 'Britney Spears' là thuật ngữ được tìm kiếm nhiều nhất trên Yahoo! từ năm 2005 đến năm 2008, và đã đạt được vị trí này trong tổng cộng 7 năm khác nhau. Cô đã được liệt kê là Người được tìm kiếm nhiều nhất trong Sách kỷ lục Guinness phiên bản năm 2007 và 2009. Cô sau này được phong tặng là người được tìm kiếm nhiều nhất trong thập kỷ 2000-2009.
Tính đến năm 2011, cô đã bán được hơn 100 triệu bản trên toàn thế giới, giúp cô trở thành một trong những nghệ sĩ âm nhạc bán chạy nhất mọi thời đại nếu chỉ dựa trên doanh số bán album. Cô cũng xếp thứ 4 trong danh sách "50 Phụ nữ vĩ đại nhất của kỷ nguyên Video" của VH1, vượt qua hầu hết những nghệ sĩ đương thời và chỉ đứng sau những cái tên kỳ cựu như Madonna, Janet Jackson, và Whitney Houston. Spears cũng được công nhận là nghệ sĩ nữ bán chạy nhất trong thập niên đầu tiên của thế kỷ XXI, cũng như xếp thứ 5 nếu xét tổng thể. Tháng 12 năm 2009, tạp chí Billboard đã xếp Spears ở vị trí thứ 8 trong danh sách Nghệ sĩ của thập niên 2000 tại Hoa Kỳ.

## Các dự án khác

### Sản phẩm và Quảng cáo

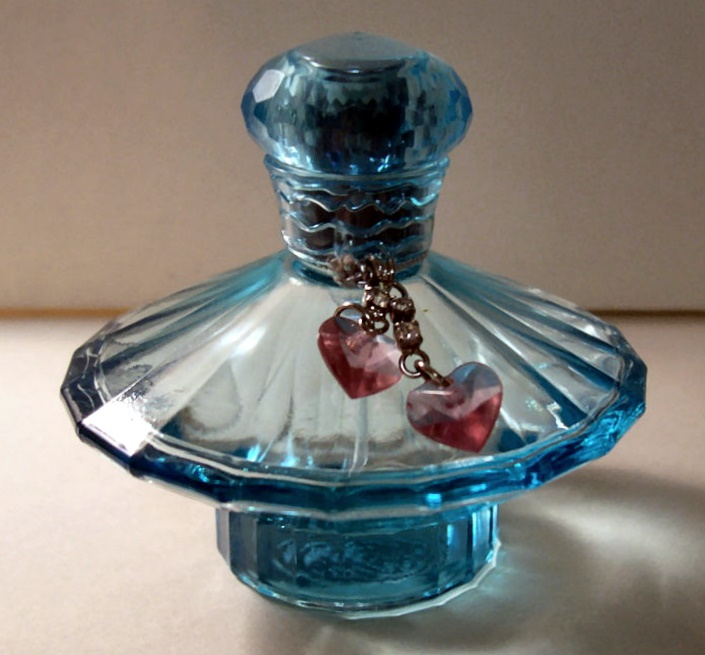
Lọ nước hoa Curious của Spears được cho ra mắt qua công ty Elizabeth Arden, Inc.

Vào năm 2000, Spears ra mắt kính râm phiên bản giới hạn có tên là Shades of Britney. Năm 2001, cô ký hợp đồng thoả thuận với công ty sản xuất giày dép Skechers cùng với bản thoả thuận quảng cáo với hãng nước ngọt Pepsi với mức giá khoảng từ 7 đến 8 triệu đô la Mỹ, và đó cũng là hợp đồng giải trí đắt đỏ nhất tại thời điểm ấy. Bên cạnh nhiều quảng bá thương mại sau này trong năm đó, Spears còn xuất hiện trong một quảng cáo truyền hình Pepsi năm 2004 với chủ đề "Gladiators" cùng với các ca sĩ Beyoncé, Pink và Enrique Iglesias. Vào ngày 19 tháng 6 năm 2002, cô phát hành trò chơi đa nền tảng đầu tiên của cô mang tựa đề Britney's Dance Beat và nhận được những phản hồi tích cực.
Tháng 3 năm 2009, Spears trở thành gương mặt mới của hãng thời trang Candie's. Giám đốc tiếp thị Dari Marder của thương hiệu cho biết: "Mọi người đều yêu thích một màn tái xuất và chẳng một ai làm giỏi hơn Britney cả. Cô ấy đã sẵn sàng để đạt được thành công lớn hơn nữa." Vào năm 2010, Spears thiết kế dòng phiên bản giới hạn cho thương hiệu và bán ra các cửa hiệu từ tháng 7. Năm 2011, cô hợp tác với Sony, Make Up For Ever và Plenty of Fish nhằm phát hành video âm nhạc "Hold It Against Me" của cô, đem về cho cô 500.000 đô la Mỹ tiền giới thiệu sản phẩm.
Spears cũng tác hợp cùng Hasbro vào năm 2012 và cho ra mắt phiên bản độc quyền của trò chơi Twister Dance có chứa bản remix của bài hát "Till the World Ends". Cô cũng xuất hiện trong một quảng cáo được ghi hình bởi Ray Kay nhằm quảng bá trò chơi. Spears còn góp mặt trong quảng cáo của Twister Dance Rave và phần nhạc trong trò chơi có chứa bản remix Twister của bài "Circus". Vào năm 2018, Spears là gương mặt đại diện cho thương hiệu nội thất Pháp đương đại sang trọng Kenzo.
Ngoài ra, trong một loạt bản hợp đồng thương mại và sản phẩm của Spears thì còn có cả sản phẩm chăm sóc sắc đẹp và nước hoa. Spears lần đầu cho ra mắt sản phẩm nước hoa của cô mang tên Curious ở công ty Elizabeth Arden vào năm 2004 và phá kỷ lục doanh thu nước hoa tuần đầu tiên của công ty. Đến năm 2009, cô đã cho ra bảy dòng nước hoa khác nhau gồm cả Fantasy. Năm 2010, Spears cho ra mắt sản phẩm nước hoa thứ tám của cô, Radiance.
Vào năm 2011, Radiance được tái ra mắt dưới dạng nước hoa mới mang tên Cosmic Radiance. Trên toàn thế giới, Spears đã bán hơn một triệu lọ nước trong vòng năm năm đầu tiên với tổng doanh thu là 1.5 tỷ đô la Mỹ. Năm 2016, Spears liên hệ với Glu Mobile để tự tạo trò chơi nhập vai của chính cô mang tựa đề Britney Spears: American Dream. Ứng dụng chính thức được trình làng vào tháng 5 năm 2016 và tương thích với hệ điều hành iOS và Android. Vào ngày 17 tháng 6 năm 2016, Spears thông báo dòng nước hoa thứ mười hai của cô mang tên Private Show. Tính đến  tháng 1 năm 2018, Spears đã cho mở bán 24 lọ nước hoa ở hệ thống Elizabeth Arden.

### Từ thiện
Spears thành lập Quỹ từ thiện Britney Spears để giúp đỡ trẻ em khi cấp thiết, với triết lý đằng sau Quỹ là âm nhạc và giải trí có tác dụng chữa bệnh và có thể mang lại lợi ích cho trẻ em. Quỹ cũng hỗ trợ Trại biểu diễn nghệ thuật Britney Spears hàng năm và các trại viên có cơ hội khám phá và phát triển tài năng của mình tại nơi ấy. Vào tháng 4 năm 2002, Spears và quỹ từ thiện của cô đã sung quỹ một triệu đô la Mỹ cho Twin Towers nhằm hỗ trợ cho con anh hùng quân phục chịu ảnh hưởng từ đợt khủng bố vào ngày 11 tháng 9 năm 2001 gồm có Sở cứu hoả thành phố New York và Bộ chỉ huy dịch vụ y tế khẩn cấp, Sở cảnh sát thành phố New York, Cảng vụ New York và New Jersey, Văn phòng hành chính toà án bang New York và các văn phòng chính phủ khác. Tuy nhiên, có báo cáo vào năm 2008 cho rằng Quỹ bị thâm hụt 200.000 USD. Sau khi Spears rơi vào quyền giám hộ, người cha Jamie của cô và luật sư đã cho đóng cửa quỹ vào năm 2011.
Ngày 30 tháng 10 năm 2011, Spears cùng với Bono và những nghệ sĩ thu âm nổi tiếng khác sử dụng tên gọi "Các nghệ sĩ phòng chống AIDS trên toàn cầu" và cho ra mắt album gồm nhiều phiên bản bài hát "What's Going On" của Marvin Gaye với dự định là quyên góp cho chương trình phòng chống AIDS tại châu Phí và những vùng lãnh thổ nghèo khó khác. Trước làn sóng cơn bão Katrina vào năm 2005, Spears đã góp 350.000 đô cho Music Rising. Về sau vào năm 2011, cô đã quyên góp 200.000 đô la trong buổi tối mang phong cách miền Nam tại một dinh thự riêng ở Beverly Hills nhằm hỗ trợ dự án St. Bernard Project với sự góp sức của các ngôi sao khác gồm có Hilary Duff, Selena Gomez, Kelly Osbourne, Kellan Lutz và Kim Kardashian. Spears cũng đã giúp đỡ một số tổ chức từ thiện trong sự nghiệp của mình, đơn cử gồm có tổ chức Spirituality for Kids dựa trên Kabbalah của Madonna, từ thiện ung thư Gilda's Club Worldwide, Promises Foundation và United Way. Riêng Promises Foundation và United Way thì tập trung vào việc đem lại cho các gia đình có hoàn cảnh khó khăn niềm hy vọng mới và chỗ ở ổn định cho tương lai.
Vào ngày 24 tháng 10 năm 2015, Spears góp 120.000 đô cho Quỹ Ung thư Trẻ em Nevada (NCCF). Kèm theo đó, cứ mỗi một chiếc vé được bán ra ở chuyến lưu diễn định cư Britney: Piece of Me Las Vegas của cô thì có một đô la Mỹ được sung vào NCCF. Spears cũng gây quỹ từ thiện thông qua mạng xã hội bên cạnh với việc bán hàng hoá phiên bản giới hạn, và tất cả số tiền thu được sẽ được chuyển đến NCCF. Ngày 27 tháng 10 năm 2016, Spears hợp tác cùng Zappos và XCYCLE tổ chức Britney Spears Piece of Me Charity Ride tại Boca Park, Las Vegas nhằm gây thêm tiền quỹ NCCF với mục tiêu là một triệu đô, cùng với 450.000 đô đã được quyên góp từ việc bán vé và hàng hoá của Spears. Những người tham gia có cơ hội giành được một lớp học quay vòng với chính Spears. Sự kiện cuối cùng đã quyên góp được 553.130 đô. Việc gây quỹ cuối cùng đã dẫn đến sự hình thành của Cơ sở NCCF Britney Spears ở Las Vegas khai trương vào ngày 4 tháng 11 năm 2017. Spears cũng thường xuyên tham gia ngày hội Spirit Day để chống lại bắt nạt và bạo lực cộng đồng LGBTQ ở tuổi trẻ.
Vào tháng 3 năm 2020, Spears tham gia vào thử thách #DoYourPartChallenge nhằm giúp đỡ mọi người với mọi thứ họ có thể cần trong khoảng thời gian diễn ra đại dịch COVID-19. Cô yêu cầu người hâm mộ gửi tin nhắn cho cô trên Instagram nếu họ cần những lời động viên trong đại dịch do vi-rút corona gây ra, và Spears sẽ chọn ba người hâm mộ trong đó.

## Danh sách đĩa nhạc
- ...Baby One More Time (1999)
- Oops!... I Did It Again (2000)
- Britney (2001)
- In the Zone (2003)
- Blackout (2007)
- Circus (2008)
- Femme Fatale (2011)
- Britney Jean (2013)
- Glory (2016)

## Sự nghiệp điện ảnh
- Longshot (2001)
- Crossroads (2002)
- Austin Powers in Goldmember (2002)
- Pauly Shore Is Dead (2003)
- Fahrenheit 9/11 (2004)
- Corporate Animals (2019)

## Biểu diễn và hòa nhạc

### Chuyến lưu diễn
- ...Baby One More Time Tour (1999–2000)
- Oops!... I Did It Again Tour (2000–2001)
- Dream Within a Dream Tour (2001–2002)
- The Onyx Hotel Tour (2004)
- The M+M's Tour (2007)
- The Circus Starring Britney Spears (2009)
- Femme Fatale Tour (2011)
- Britney: Live in Concert (2017)
- Piece of Me Tour (2018)

### Biểu diễn cư trú
- Britney: Piece Of Me (2013-2017)

## Tác phẩm xuất bản
- Heart to Heart (đồng sáng tác cùng Lynne Spears) (2000)
- A Mother's Gift (đồng sáng tác cùng Lynne Spears) (2001)
- Crossroads Diary (đồng sáng tác cùng Felicia Culotta) (2002)
- Người đàn bà trong tôi (2023)